# Championnat de France de hockey sur glace 2016-2017
Saison précédente Saison suivante
La saison 2016-2017 est la 96e saison du championnat de France de hockey sur glace.
En Ligue Magnus, les Rapaces de Gap terminent la saison régulière en tête grâce à la pénalité de six points infligée aux Brûleurs de loups de Grenoble.
Les quatre équipes les mieux classées gagnent leur quart de finale. En demi-finales, Gap élimine les Boxers de Bordeaux tandis que les Dragons de Rouen troisièmes de la saison régulière éliminent Grenoble au septième match. En finale, Rouen mène deux matchs à un avant de perdre les trois matchs suivants. Gap est donc sacré pour la quatrième fois champion de France.
Les Pionniers de Chamonix-Morzine derniers de la saison régulière ne parviennent pas à améliorer leur place durant la poule de maintien et sont donc relégués sportivement en Division 1.
Lors de l'intersaison, les Ducs de Dijon, participants de cette poule de maintien sont rétrogradés en Division 2, championnat qu'ils ne disputeront pas finalement pour causes de problèmes administratifs.
Chamonix-Morzine reste donc en Ligue Magnus. À noter que ce club qui était le résultat de la fusion en entre le Chamonix Hockey Club et le Hockey Club Morzine-Avoriaz se sépare après une saison d’existence. Chamonix reste en ligue Magnus et Morzine-Avoriaz repart en Division 3.
En Division 1, les Diables rouges de Briançon qui ont fini derniers lors de la saison précédente de ligue Magnus à l'issue de la poule de maintien, terminent la saison régulière en tête. Ils sont pourtant éliminés dès le premier tour des play-offs par les Bouquetins de Val-Vanoise deux matchs à un. Les Albatros de Brest, les Scorpions de Mulhouse et l'Hormadi Anglet. En demi-finale, Mulhouse élimine Anglet tandis que Brest élimine Val-Vanoise. Brest étant interdit de montée à la suite de sa rétrogradation volontaire de Ligue Magnus la saison précédente, Mulhouse est assuré de monter quelle que soit l'issue de la finale. Mulhouse finit champion en gagnant la série trois matchs à un. Les Sangliers Arvernes de Clermont qui étaient promus retournent en Division 2 à la suite de leur dernière place en championnat.
En Division 2, les Jokers de Cergy-Pontoise et les Vipers de Montpellier terminent en tête de leurs poules respectives lors de la saison régulière. Cependant, les deux clubs sont éliminés en demi-finales, respectivement par les Yétis du Mont-Blanc et les Chevaliers du lac d'Annecy.
Ces deux équipes qui sont promues en division 1 s'affrontent en finale. Cette finale est remportée deux matchs à un par Annecy, qui est donc sacré champion de Division 2.
Les Castors d'Avignon et les Castors d'Asnières qui finissent aux dernières places de la poule de maintien sont relégués en Division 3.
Durant l'intersaison, Cergy-Pontoise profite de la rétrogradation de Dijon et est également promu à l'étage supérieur. Le Hockey Club Vaujany, qui est en réalité la réserve de Grenoble, est admis à participer à ce championnat la saison suivante sans passer par la Division 3.
En Division 3, le carré final voit la victoire finale des Gaulois de Châlons-en-Champagne pourtant seulement troisième de leur groupe (le C) en saison régulière sont sacrés champions de division 3.
Ils sont promus en Division 2 en compagnie de la réserve d’Épinal qui avait terminé deuxième en saison régulière de cette même poule C. Finalement, ces derniers ne sont pas autorisés à monter.
Finalement, ce sont les Diables rouges de Valenciennes battus en quart de finale par Châlons-en-Champagne et qui avaient terminé premier de la poule C qui sont promus en Division 2.
Après la fin de la saison, les Castors d'Avignon II cessent leurs activités.

## Règlement
Il s'applique pour toutes les divisions.

### Points
Les points sont attribués de la façon suivante :
- victoire dans le temps réglementaire : 3 points ;
- victoire en prolongation ou aux tirs au but : 2 points ;
- défaite en prolongation ou aux tirs au but : 1 point ;
- défaite dans le temps réglementaire : 0 point.

### Classement
Les équipes sont classées en fonction du nombre de points qu'elles ont enregistré. En cas d'égalité, les critères suivants sont appliqués :
1. Points dans les rencontres directes ;
2. Nombre de matchs perdus par forfait ;
3. Nombre de buts marqués dans le temps réglementaire entre les équipes concernées ;
4. Différence de buts générale ;
5. Quotient buts marqués / buts encaissés lors de tous les matchs de la poule ;
6. Nombre de buts marqués lors de tous les matchs de la poule.

Si après avoir épuisé tous ces critères, deux équipes sont toujours à égalité, un match de barrage est alors organisé sur terrain neutre.

## Saxoprint Ligue Magnus

### Équipes engagées
| \| Amiens Angers Bordeaux Chamonix-Morzine Dijon Épinal Gap Grenoble Lyon Nice Rouen Strasbourg \| Localisation des clubs engagés en Saxoprint Ligue Magnus. · Tenant du titre |
| Amiens Angers Bordeaux Chamonix-Morzine Dijon Épinal Gap Grenoble Lyon Nice Rouen Strasbourg                                                                                   |

| Club                          | Dernière montée | Budget en M€ | Classement 2015-2016 | Entraîneur                     | Patinoire                                | Capacité théorique | Nombre de saisons en Magnus |
| ----------------------------- | --------------- | ------------ | -------------------- | ------------------------------ | ---------------------------------------- | ------------------ | --------------------------- |
| Dragons de Rouen              | 1985            |              | 1er                  | Fabrice Lhenry                 | L'Île Lacroix                            | 2 747              | 32                          |
| Ducs d'Angers                 | 1992            |              | 2e                   | / Jean-François Jodoin         | Patinoire du Haras                       | 1 033              | 25                          |
| Rapaces de Gap                | 2009            |              | 3e                   | / Luciano Basile               | Alp'Arena                                | 2 400              | 43                          |
| Gamyo Épinal                  | 2003            |              | 4e                   | Stéphane Barin / Brad Gratton  | Patinoire de Poissompré                  | 1 800              | 18                          |
| Brûleurs de loups de Grenoble | 2000            |              | 5e                   | Edo Terglav                    | Patinoire Polesud                        | 3 496              | 44                          |
| Gothiques d'Amiens            | 1982            |              | 7e                   | Mario Richer                   | Coliseum                                 | 2 882 à 3 400      | 35                          |
| Étoile noire de Strasbourg    | 2006            |              | 8e                   | Daniel Bourdages               | Patinoire Iceberg                        | 1 200 à 2 400      | 11                          |
| Boxers de Bordeaux            | 2015            |              | 9e                   | Philippe Bozon                 | Patinoire de Mériadeck                   | 3 200              | 2                           |
| Pionniers de Chamonix-Morzine | 2016            |              | 10                   | Stéphane Gros Christophe Ville | Centre sportif Richard-Bozon Škoda Arena | 1 700 1 280        | 1                           |
| Ducs de Dijon                 | 2002            |              | 11e                  | Jonathan Paredes               | Patinoire Trimolet Patinoire Lafayette   | 1 000 1 300        | 15                          |
| Lions de Lyon                 | 2014            |              | 13e                  | Mitja Šivic                    | Patinoire Charlemagne                    | 4 200              | 6                           |
| Aigles de Nice                | 2016            |              | 1er (Division 1)     | Stanislav Sutor                | Palais des sports Jean-Bouin             | 1 200              | 1                           |

Légende des couleurs
- En gras : champion de France, qualifié pour la Ligue des champions 2018-2019
- Qualifié pour la Ligue des champions 2016-2017
- Qualifié pour la Coupe continentale 2016-2017
- Fusion des Chamois de Chamonix et des Pingouins de Morzine-Avoriaz-Les Gets
- En gras et en italique : promu de Division 1 2015-2016

Notes :
- la fusion des Chamois de Chamonix et des Pingouins de Morzine-Avoriaz-Les Gets libère une place qui profite aux Aigles de Nice, vainqueur de Division 1 mais qui avaient échoué lors du barrage d'accession à la Ligue Magnus contre Morzine[6].
- le retrait des Albatros de Brest laisse une place vacante qui échoit à Lyon, 1er relégué la saison précédente[7],[8].

### Saison régulière
La saison régulière se joue du 13 septembre 2016 au 24 février 2017. Réunies au sein d'une poule unique, les 12 équipes se rencontrent en double matchs aller-retour. À l'issue de cette première phase, les 8 premiers se qualifient pour les séries éliminatoires, du 28 février 2017 au 9 avril 2017, jouées au meilleur des 7 matches. Les 4 derniers jouent une phase de relégation, entre le 28 février 2017 et le 21 mars 2017. Cette phase est un mini-championnat en matchs aller-retour à l'issue duquel le dernier est relégué en Division 1.
Un Winter Game, le second de l'histoire du hockey français, s'est déroulé le 30 décembre 2016 pour le compte de la 29e journée et a vu Lyon s'incliner 5-2 face à Grenoble au parc OL.

#### Résultats
Le score de l'équipe à domicile, située dans la colonne de gauche, est inscrit en premier.
| Résultats (dom.\ext.)                                              | AMI    | ANG    | BOR    | C-M    | DIJ    | EPI    | GAP          | GRE    | LYO    | NIC    | ROU    | STR    | AMI    | ANG    | BOR    | C-M    | DIJ    | EPI    | GAP | GRE    | LYO    | NIC    | ROU    | STR    |
| Amiens                                                             |        | 2-0    | 3-1    | 4-2    | 2-5    | 4-1    | 3-5          | 2-3 Pr | 3-5    | 4-3    | 2-5    | 2-0    |        | 4-2    | 4-6    | 3-4    | 3-2 Pr | 2-5    | 1-4 | 7-3    | 1-2    | 1-0    | 1-2 Pr | 2-3 Pr |
| Angers                                                             | 4-2    |        | 2-3    | 2-1 TF | 3-4 Pr | 5-3    | 3-4          | 1-2 Pr | 2-3 Pr | 6-3    | 6-2    | 4-2    | 3-4 Pr |        | 3-4 Pr | 2-1    | 3-2 Pr | 2-1 Pr | 2-1 | 2-4    | 2-1 Pr | 2-0    | 2-3 Pr | 3-0    |
| Bordeaux                                                           | 2-1    | 4-0    |        | 7-3    | 0-3    | 1-2 TF | 4-1          | 3-1    | 2-1 Pr | 3-5    | 2-1    | 5-1    | 6-2    | 5-4    |        | 5-4 Pr | 11-0   | 4-2    | 1-3 | 4-0    | 2-1    | 3-4 Pr | 1-2 Pr | 6-2    |
| Chamonix-Morzine                                                   | 4-5 Pr | 3-2 Pr | 2-3 Pr |        | 2-1 Pr | 3-1    | 1-4          | 4-3 Pr | 0-3    | 2-4    | 2-4    | 4-5 Pr | 5-3    | 1-2    | 1-6    |        | 6-4    | 6-3    | 2-7 | 2-3 Pr | 2-6    | 3-4 Pr | 3-2    | 0-6    |
| Dijon                                                              | 0-3    | 3-4    | 4-2    | 3-1    |        | 1-3    | 1-3          | 2-6    | 1-5    | 5-1    | 0-3    | 4-6    | 1-2    | 2-5    | 0-4    | 6-2    |        | 2-4    | 1-3 | 1-2 Pr | 6-3    | 1-2    | 3-4    | 5-1    |
| Épinal                                                             | 4-2    | 3-0    | 1-5    | 6-1    | 1-0    |        | 1-4          | 1-2    | 0-3    | 5-0    | 1-4    | 0-3    | 5-2    | 3-2 Pr | 5-7    | 6-1    | 2-3    |        | 1-4 | 3-4 Pr | 3-4 Pr | 3-5    | 3-9    | 4-3 TF |
| Gap                                                                | 4-3    | 3-2 Pr | 1-3    | 3-4    | 4-0    | 7-3    |              | 2-3 Pr | 5-4 Pr | 3-2 Pr | 2-4    | 6-3    | 4-1    | 4-3 Pr | 5-0    | 9-3    | 6-0    | 6-1    |     | 5-6    | 4-1    | 8-5    | 5-1    | 8-1    |
| Grenoble                                                           | 2-5    | 0-1    | 3-4    | 2-0    | 10-3   | 4-2    | 3-1          |        | 4-3 Pr | 7-4    | 3-4 Pr | 5-2    | 7-1    | 4-2    | 4-2    | 4-1    | 3-1    | 4-3    | 1-4 |        | 2-1    | 4-2    | 9-2    | 3-0    |
| Lyon                                                               | 2-1 Pr | 3-1    | 3-0    | 1-4    | 3-0    | 5-4 Pr | 4-1          | 2-3 Pr |        | 4-5 Pr | 5-3    | 4-1    | 4-1    | 4-0    | 3-2    | 7-3    | 3-5    | 4-1    | 2-4 | 2-5 WG |        | 2-0    | 3-4    | 3-1    |
| Nice                                                               | 1-3    | 2-1    | 0-1    | 4-1    | 3-4    | 3-4    | 3-4 Pr       | 4-5    | 3-4    |        | 1-2    | 2-0    | 3-2    | 3-2    | 3-5    | 3-4    | 1-2 Pr | 1-2 Pr | 0-7 | 2-4    | 2-1    |        | 3-5    | 3-2 Pr |
| Rouen                                                              | 4-1    | 1-3    | 3-1    | 3-1    | 6-2    | 3-0    | 3-2 Pr (MdC) | 2-3    | 3-4    | 4-2    |        | 5-2    | 6-5 Pr | 8-2    | 3-1    | 8-5    | 6-2    | 3-4    | 4-5 | 0-2    | 3-2    | 4-1    |        | 7-2    |
| Strasbourg                                                         | 5-2    | 3-2    | 1-3    | 5-1    | 6-2    | 2-5    | 2-1          | 2-3 Pr | 3-4 Pr | 5-3    | 1-4    |        | 1-3    | 4-3    | 4-1    | 2-3    | 1-2    | 7-1    | 1-4 | 3-2 Pr | 2-5    | 3-4 TF | 0-3    |        |
| - Victoire à domicile - Victoire à l'extérieur - Match non disputé |        |        |        |        |        |        |              |        |        |        |        |        |        |        |        |        |        |        |     |        |        |        |        |        |

Pr : Prolongation    -    TF : Tirs de fusillade
WG : Winter Game 2016    -    MdC : Match des Champions

#### Classement
Pour l'attribution des points, voir la section « Règlement » ci-dessus.
| Clt   | Équipe           | PJ | V  | VP | D  | DP | BP  | BC  | Diff | Pts     |
| ----- | ---------------- | -- | -- | -- | -- | -- | --- | --- | ---- | ------- |
| +001, | Gap              | 44 | 28 | 4  | 9  | 3  | 179 | 98  | +81  | 95      |
| +002, | Grenoble         | 44 | 25 | 9  | 7  | 3  | 157 | 104 | +53  | 90 (-6) |
| +003, | Rouen            | 44 | 26 | 6  | 12 | 0  | 162 | 110 | +52  | 90      |
| +004, | Bordeaux         | 44 | 25 | 4  | 12 | 3  | 145 | 101 | +44  | 86      |
| +005, | Lyon             | 44 | 22 | 5  | 11 | 6  | 139 | 104 | +35  | 82      |
| +006, | Angers           | 44 | 14 | 5  | 16 | 9  | 109 | 119 | -10  | 61      |
| +007, | Amiens           | 44 | 14 | 3  | 22 | 5  | 114 | 140 | -26  | 53      |
| +008, | Épinal           | 44 | 13 | 4  | 23 | 4  | 116 | 147 | -31  | 51      |
| +009, | Strasbourg       | 44 | 12 | 3  | 24 | 5  | 109 | 146 | -37  | 47      |
| +010, | Dijon            | 44 | 12 | 2  | 26 | 4  | 99  | 154 | -55  | 44      |
| +011, | Nice             | 44 | 10 | 5  | 25 | 4  | 109 | 147 | -38  | 44      |
| +012, | Chamonix-Morzine | 44 | 10 | 3  | 24 | 7  | 109 | 177 | -68  | 43      |

- Meilleure équipe de la saison régulière, qualifié pour les séries
- Qualifié pour les séries
- Dispute la poule de maintien

Date de mise à jour : 24 février 2017

#### Évolution du classement
| Clubs            | Journées | Journées | Journées | Journées | Journées | Journées | Journées | Journées | Journées | Journées | Journées | Journées | Journées | Journées | Journées | Journées | Journées | Journées | Journées | Journées | Journées | Journées | Journées en tête | Journées en poule de maintien |
|                  | 1        | 2        | 3        | 4        | 5        | 6        | 7        | 8        | 9        | 10       | 11       | 12       | 13       | 14       | 15       | 16       | 17       | 18       | 19       | 20       | 21       | 22       |                  |                               |
| ---------------- | -------- | -------- | -------- | -------- | -------- | -------- | -------- | -------- | -------- | -------- | -------- | -------- | -------- | -------- | -------- | -------- | -------- | -------- | -------- | -------- | -------- | -------- | ---------------- | ----------------------------- |
| Amiens           | 9        | 6        | 8        | 7        | 8        | 5        | 7        | 6        | 6        | 5        | 5        | 6        | 5        | 5        | 5        | 5        | 8        | 8        | 8        | 9        | 7        | 7        |                  | 2                             |
| Angers           | 2        | 1        | 4        | 6        | 7        | 9        | 9        | 8        | 9        | 10       | 10       | 9        | 8        | 8        | 7        | 9        | 6        | 6        | 6        | 6        | 6        | 6        | 1                | 7                             |
| Bordeaux         | 5        | 5        | 3        | 2        | 3        | 3        | 3        | 1        | 1        | 1        | 1        | 1        | 1        | 1        | 2        | 1        | 1        | 1        | 1        | 2        | 2        | 3        | 11               |                               |
| Chamonix-Morzine | 11       | 9        | 10       | 10       | 12       | 12       | 12       | 12       | 12       | 12       | 12       | 12       | 12       | 12       | 12       | 12       | 12       | 12       | 12       | 12       | 12       | 12       |                  | 22                            |
| Dijon            | 10       | 11       | 9        | 9        | 9        | 7        | 8        | 10       | 10       | 9        | 7        | 7        | 11       | 11       | 10       | 10       | 10       | 10       | 10       | 10       | 10       | 10       |                  | 18                            |
| Épinal           | 1        | 7        | 7        | 8        | 4        | 6        | 5        | 5        | 5        | 6        | 6        | 5        | 6        | 6        | 6        | 8        | 9        | 9        | 9        | 7        | 8        | 9        | 1                | 4                             |
| Gap              | 6        | 4        | 2        | 1        | 1        | 1        | 2        | 3        | 3        | 2        | 4        | 4        | 4        | 4        | 4        | 4        | 4        | 4        | 4        | 4        | 4        | 5        | 3                |                               |
| Grenoble         | 12       | 12       | 11       | 11       | 10       | 10       | 10       | 9        | 8        | 7        | 11       | 8        | 7        | 9        | 7        | 6        | 5        | 5        | 5        | 5        | 5        | 4        |                  | 10                            |
| Lyon             | 7        | 8        | 6        | 3        | 5        | 4        | 4        | 4        | 4        | 3        | 2        | 2        | 2        | 2        | 1        | 2        | 2        | 2        | 2        | 1        | 1        | 1        | 4                |                               |
| Nice             | 3        | 3        | 1        | 4        | 6        | 8        | 6        | 7        | 7        | 8        | 9        | 11       | 10       | 10       | 11       | 11       | 11       | 11       | 11       | 11       | 11       | 11       | 1                | 12                            |
| Rouen            | 4        | 2        | 5        | 5        | 2        | 2        | 1        | 2        | 2        | 4        | 3        | 3        | 3        | 3        | 3        | 3        | 3        | 3        | 3        | 3        | 3        | 2        | 1                |                               |
| Strasbourg       | 8        | 10       | 12       | 12       | 11       | 11       | 11       | 11       | 10       | 7        | 8        | 10       | 9        | 7        | 9        | 5        | 7        | 7        | 7        | 8        | 9        | 8        |                  | 12                            |

| Clubs            | Journées | Journées | Journées | Journées | Journées | Journées | Journées | Journées | Journées | Journées | Journées | Journées | Journées | Journées | Journées | Journées | Journées | Journées | Journées | Journées | Journées | Journées | Journées en tête | Journées en poule de maintien |
|                  | 23       | 24       | 25       | 26       | 27       | 28       | 29       | 30       | 31       | 32       | 33       | 34       | 35       | 36       | 37       | 38       | 39       | 40       | 41       | 42       | 43       | 44       |                  |                               |
| ---------------- | -------- | -------- | -------- | -------- | -------- | -------- | -------- | -------- | -------- | -------- | -------- | -------- | -------- | -------- | -------- | -------- | -------- | -------- | -------- | -------- | -------- | -------- | ---------------- | ----------------------------- |
| Amiens           | 7        | 7        | 7        | 7        | 7        | 7        | 7        | 7        | 7        | 7        | 8        | 9        | 8        | 7        | 7        | 8        | 8        | 8        | 7        | 7        | 7        | 7        |                  | 3                             |
| Angers           | 6        | 6        | 6        | 6        | 6        | 6        | 6        | 6        | 6        | 6        | 6        | 6        | 6        | 6        | 6        | 6        | 6        | 6        | 6        | 6        | 6        | 6        | 1                | 7                             |
| Bordeaux         | 2        | 3        | 3        | 2        | 2        | 2        | 2        | 1        | 4        | 5        | 5        | 4        | 4        | 4        | 3        | 5        | 4        | 5        | 4        | 5        | 4        | 4        | 12               |                               |
| Chamonix-Morzine | 12       | 12       | 12       | 12       | 12       | 12       | 12       | 12       | 11       | 11       | 12       | 10       | 10       | 10       | 11       | 10       | 9        | 10       | 10       | 10       | 10       | 12       |                  | 44                            |
| Dijon            | 10       | 10       | 10       | 11       | 11       | 10       | 11       | 11       | 12       | 12       | 11       | 12       | 11       | 12       | 12       | 12       | 12       | 12       | 12       | 12       | 12       | 10       |                  | 40                            |
| Épinal           | 9        | 8        | 8        | 8        | 8        | 8        | 8        | 8        | 8        | 8        | 7        | 7        | 7        | 8        | 8        | 7        | 7        | 7        | 8        | 8        | 8        | 8        | 1                | 5                             |
| Gap              | 5        | 5        | 4        | 4        | 3        | 4        | 4        | 3        | 2        | 2        | 1        | 1        | 1        | 1        | 1        | 1        | 1        | 1        | 1        | 1        | 1        | 1        | 15               |                               |
| Grenoble         | 4        | 4        | 5        | 5        | 4        | 3        | 3        | 5        | 5        | 4        | 4        | 5        | 5        | 4        | 4        | 4        | 2        | 2        | 2        | 3        | 3        | 2        |                  | 10                            |
| Lyon             | 1        | 1        | 1        | 1        | 1        | 1        | 1        | 2        | 1        | 1        | 3        | 3        | 2        | 2        | 5        | 3        | 5        | 4        | 5        | 4        | 5        | 5        | 13               |                               |
| Nice             | 11       | 11       | 11       | 10       | 10       | 11       | 9        | 9        | 9        | 9        | 9        | 8        | 9        | 9        | 9        | 9        | 10       | 11       | 11       | 11       | 11       | 11       | 1                | 32                            |
| Rouen            | 3        | 2        | 2        | 3        | 5        | 5        | 5        | 4        | 3        | 3        | 2        | 2        | 3        | 3        | 2        | 2        | 3        | 3        | 3        | 2        | 2        | 3        | 1                |                               |
| Strasbourg       | 8        | 9        | 9        | 9        | 9        | 9        | 10       | 10       | 10       | 10       | 10       | 11       | 12       | 11       | 10       | 11       | 11       | 9        | 9        | 9        | 9        | 9        |                  | 33                            |

- 1er
- Qualifié pour les séries
- Dispute la poule de maintien

#### Buts marqués par journée
Ce graphique représente le nombre de buts marqués lors de chaque journée.

#### Statistiques individuelles
Pour les significations des abréviations, voir statistiques du hockey sur glace.
| Clt | Joueur          | Équipe                        | PJ | B  | A  | Pts | Pun |
| --- | --------------- | ----------------------------- | -- | -- | -- | --- | --- |
| 1   | Samuel Takac    | Lions de Lyon                 | 43 | 24 | 37 | 61  | 36  |
| 2   | Scott Fleming   | Lions de Lyon                 | 43 | 26 | 32 | 58  | 42  |
| 3   | Eric Chouinard  | Brûleurs de loups de Grenoble | 44 | 23 | 34 | 57  | 30  |
| 4   | David Gilbert   | Boxers de Bordeaux            | 42 | 30 | 24 | 54  | 59  |
| 5   | Yanick Riendeau | Gothiques d'Amiens            | 44 | 20 | 30 | 50  | 42  |

| Clt | Joueur                | Équipe                        | PJ | Min           | BC  | Moy  | %Arr | Bl |
| --- | --------------------- | ----------------------------- | -- | ------------- | --- | ---- | ---- | -- |
| 1   | Matija Pintarič       | Lions de Lyon                 | 34 | 2018 min 48 s | 76  | 2,26 | 93,3 | 3  |
| 2   | Lukáš Horák           | Brûleurs de loups de Grenoble | 30 | 1776 min 3 s  | 67  | 2,26 | 92,2 | 2  |
| 3   | Sebastian Ylönen      | Boxers de Bordeaux            | 39 | 2330 min 29 s | 84  | 2,16 | 92,1 | 3  |
| 4   | Léo Bertein           | Ducs d'Angers                 | 31 | 1871 min 50 s | 78  | 2,50 | 91,5 | 3  |
| 5   | Henri-Corentin Buysse | Ducs de Dijon                 | 41 | 2415 min 9 s  | 124 | 3,08 | 91,4 | 1  |
| -   | Antoine Bonvalot      | Brûleurs de loups de Grenoble | 15 | 905 min 43 s  | 35  | 2,32 | 91,4 | 1  |

#### Affluences
| Club                          | Affluence totale | Moy   | % de remplissage |
| ----------------------------- | ---------------- | ----- | ---------------- |
| Gothiques d'Amiens            | 55 311           | 2 514 | 74 %             |
| Ducs d'Angers                 | 18 429           | 837   | 81 %             |
| Boxers de Bordeaux            | 62 582           | 2 844 | 89 %             |
| Pionniers de Chamonix-Morzine | 20 028           | 910   | 61 %             |
| Ducs de Dijon                 | 11 354           | 516   | 48 %             |
| Gamyo Épinal                  | 36 948           | 1 679 | 93 %             |
| Rapaces de Gap                | 46 866           | 2 130 | 76 %             |
| Brûleurs de loups de Grenoble | 67 922           | 3 087 | 88 %             |
| Lions de Lyon                 | 56 182           | 2 675 | 64 %             |
| Aigles de Nice                | 16 830           | 765   | 64 %             |
| Dragons de Rouen              | 56 616           | 2 573 | 94 %             |
| Étoile noire de Strasbourg    | 23 967           | 1 089 | 45 %             |
| Total                         | 498 217          | 1 887 |                  |

### Séries éliminatoires

#### Play-offs

##### Format
Le format des séries éliminatoires est le suivant :
- Toutes les séries se jouent au meilleur des 7 matches (quarts de finale, demi-finales, finale) sous le format suivant :

| Match | Équipe recevante        |
| ----- | ----------------------- |
| 1     | Mieux classé en SR      |
| 2     | Mieux classé en SR      |
| 3     | Moins bien classé en SR |
| 4     | Moins bien classé en SR |
| 5     | Mieux classé en SR      |
| 6     | Moins bien classé en SR |
| 7     | Mieux classé en SR      |

- Chaque match devant déterminer un vainqueur, il y a une prolongation de 10 minutes en mort subite en cas de match nul à l'issue du temps réglementaire. S'il n'y a toujours pas eu de but, une séance de tirs au but a lieu.
- En quart de finale, les équipes se rencontrent dans un ordre prédéfini : le 1er de la saison régulière rencontre le 8e de la saison régulière ; le 2e rencontre le 7e ; le 3e rencontre le 6e ; le 4e rencontre le 5e.
- En demi-finale, l'équipe la mieux classée en saison régulière encore en course affronte l'équipe la moins bien classé lors de la saison régulière.
- Les deux équipes vainqueurs s'affrontent ensuite en finale pour le titre.

##### Tableau
|  | Quarts de finale | Quarts de finale              | Quarts de finale   |                  |                    | Demi-finales                  | Demi-finales | Demi-finales |  |  | Finale | Finale         | Finale |
|  |                  |                               |                    |                  |                    |                               |              |              |  |  |        |                |        |
|  | (1)              | Rapaces de Gap                | 4                  |                  |                    |                               |              |              |  |  |        |                |        |
|  | (8)              | Gamyo Épinal                  | 0                  |                  |                    |                               |              |              |  |  |        |                |        |
|  | (8)              | Gamyo Épinal                  | 0                  |                  | (1)                | Rapaces de Gap                | 4            |              |  |  |        |                |        |
|  |                  |                               |                    |                  | (1)                | Rapaces de Gap                | 4            |              |  |  |        |                |        |
|  |                  | (4)                           | Boxers de Bordeaux | 2                |                    |                               |              |              |  |  |        |                |        |
|  | (4)              | (4)                           | Boxers de Bordeaux | 2                | Boxers de Bordeaux | 4                             |              |              |  |  |        |                |        |
|  | (4)              |                               |                    |                  | Boxers de Bordeaux | 4                             |              |              |  |  |        |                |        |
|  | (5)              | Lions de Lyon                 | 1                  |                  |                    |                               |              |              |  |  |        |                |        |
|  |                  |                               |                    |                  |                    |                               |              |              |  |  | (1)    | Rapaces de Gap | 4      |
|  |                  |                               | (3)                | Dragons de Rouen | 2                  |                               |              |              |  |  |        |                |        |
|  | (2)              | Brûleurs de loups de Grenoble | 4                  |                  |                    |                               |              |              |  |  |        |                |        |
|  | (7)              | Gothiques d'Amiens            | 1                  |                  |                    |                               |              |              |  |  |        |                |        |
|  | (7)              | Gothiques d'Amiens            | 1                  |                  | (2)                | Brûleurs de loups de Grenoble | 3            |              |  |  |        |                |        |
|  |                  |                               |                    |                  | (2)                | Brûleurs de loups de Grenoble | 3            |              |  |  |        |                |        |
|  |                  | (3)                           | Dragons de Rouen   | 4                |                    |                               |              |              |  |  |        |                |        |
|  | (3)              | (3)                           | Dragons de Rouen   | 4                | Dragons de Rouen   | 4                             |              |              |  |  |        |                |        |
|  | (3)              |                               |                    |                  | Dragons de Rouen   | 4                             |              |              |  |  |        |                |        |
|  | (6)              | Ducs d'Angers                 | 2                  |                  |                    |                               |              |              |  |  |        |                |        |

##### Quarts de finale
Les quarts de finale ont lieu du 28 février au 12 mars 2017.

##### Demi-finales
Les demi-finales ont lieu du 14 au 26 mars 2017.

#### Finale
La finale a lieu du 28 mars au 9 avril 2017.

#### Poule de maintien
Les quatre derniers de la saison régulière s'affrontent dans une poule de relégation sous le format d'un mini-championnat en matches aller-retour. Les résultats des confrontations entre chaque équipe durant la saison régulière sont conservés.

##### Résultats
Le score de l'équipe à domicile, située dans la colonne de gauche, est inscrit en premier.
| Bilan de la saison régulière                                       | C-M | DIJ    | NIC | STR    | C-M | DIJ    | NIC    | STR    |
| Chamonix-Morzine                                                   |     | 2-1 Pr | 2-4 | 4-5 Pr |     | 6-4    | 3-4 Pr | 0-6    |
| Dijon                                                              | 3-1 |        | 5-1 | 4-6    | 6-2 |        | 1-2    | 5-1    |
| Nice                                                               | 4-1 | 3-4    |     | 2-0    | 3-4 | 1-2 Pr |        | 3-2 Pr |
| Strasbourg                                                         | 5-1 | 6-2    | 5-3 |        | 2-3 | 1-2    | 3-4 TF |        |
| - Victoire à domicile - Victoire à l'extérieur - Match non disputé |     |        |     |        |     |        |        |        |

| Bilan de la poule de maintien | C-M | DIJ | NIC | STR |
| Chamonix-Morzine              |     | 6-7 | 1-5 | 1-3 |
| Dijon                         | 2-7 |     | 4-3 | 3-5 |
| Nice                          | 2-4 | 1-4 |     | 4-0 |
| Strasbourg                    | 5-1 | 3-0 | 3-4 |     |

Pr. : Prolongation    -    TF : Tirs de fusillade

##### Classement
Cette phase est un mini-championnat en matchs aller-retour à l'issue duquel le dernier est relégué en Division 1.
| Clt   | Équipe           | PJ | V | VP | D  | DP | BP | BC | Diff | Pts |
| ----- | ---------------- | -- | - | -- | -- | -- | -- | -- | ---- | --- |
| +009, | Strasbourg       | 18 | 9 | 1  | 6  | 2  | 61 | 46 | +15  | 31  |
| +010, | Dijon            | 18 | 9 | 1  | 7  | 1  | 59 | 57 | +2   | 30  |
| +011, | Nice             | 18 | 7 | 3  | 7  | 1  | 53 | 48 | +5   | 28  |
| +012, | Chamonix-Morzine | 18 | 5 | 1  | 10 | 2  | 49 | 71 | -22  | 19  |

- relégué en Division 1

Date de mise à jour : 21 mars 2017

## Division 1

### Équipes engagées
| \| Anglet Brest Briançon Caen Cholet Clermont-Ferrand Dunkerque La Roche-sur-Yon Mulhouse Nantes Neuilly-sur-Marne Tours Val-Vanoise \| Localisation des clubs engagés dans le championnat de France de Division 1. |
| Anglet Brest Briançon Caen Cholet Clermont-Ferrand Dunkerque La Roche-sur-Yon Mulhouse Nantes Neuilly-sur-Marne Tours Val-Vanoise                                                                                   |

Les équipes engagées en Division 1 sont au nombre de 13 au lieu des 14 prévues initialement à la suite de la défection de Courbevoie.
| Club                           | Classement 2015-2016 | Entraîneur                      | Patinoire                                                                      | Capacité théorique |
| ------------------------------ | -------------------- | ------------------------------- | ------------------------------------------------------------------------------ | ------------------ |
| Albatros de Brest              | 6e (Magnus)          | Sylvain Codère                  | Rïnkla Stadium                                                                 | 1 200              |
| Diables rouges de Briançon     | 11e (Magnus)         | Claude Devèze                   | Patinoire René-Froger                                                          | 2 300              |
| Dogs de Cholet                 | 2e                   | Julien Pihant                   | Pôle Sportif Glisséo                                                           | 1 200              |
| Hormadi Anglet                 | 3e                   | Olivier Dimet                   | Patinoire de la Barre                                                          | 1 200              |
| Scorpions de Mulhouse          | 4e                   | Jan Procházka Christer Eriksson | Patinoire de l'Illberg                                                         | 1 600              |
| Bisons de Neuilly-sur-Marne    | 5e                   | Frank Spinozzi                  | Patinoire municipale de Neuilly-sur-Marne                                      | 500 à 700          |
| Corsaires de Dunkerque         | 6e                   | Antoine Richer                  | Patinoire Michel-Raffoux                                                       | 900                |
| Drakkars de Caen               | 7e                   | Luc Chauvel                     | Patinoire de Caen la mer                                                       | 1 499              |
| Corsaires de Nantes            | 8e                   | Bruno Maynard Sylvain Roy       | Patinoire du Petit Port                                                        | 1 060              |
| Bouquetins de Val-Vanoise      | 9e                   | Pierre Rossat-Mignod            | Patinoire de Courchevel Patinoire de Méribel Patinoire de Pralognan-la-Vanoise | 1 000 2 500 1 800  |
| Remparts de Tours              | 10e                  | Bob Millette                    | Patinoire de Tours                                                             | 1 760              |
| Aigles de La Roche-sur-Yon     | 12e                  | Juraj Ocelka                    | Complexe Arago                                                                 | 1 200              |
| Sangliers Arvernes de Clermont | 1er (Division 2)     | Éric Sarliève                   | Patinoire Clermont Communauté                                                  | 2 500              |

Légende des couleurs
- Promu de Division 2 2015-2016
- Relégué de Ligue Magnus 2015-2016
- Rétrogradé de Ligue Magnus 2015-2016

Notes :
- la fusion des Chamois de Chamonix et des Pingouins de Morzine-Avoriaz-Les Gets permet la promotion des Aigles de Nice en Saxoprint Ligue Magnus ; une place en Division 1 se libère donc et profite aux Sangliers Arvernes de Clermont qui avaient échoué en barrage d'accession face aux Coqs de Courbevoie[7].
- les Albatros de Brest bien que qualifiés sportivement pour la Saxoprint Ligue Magnus font une demande afin d'évoluer en Division 1. Si l'équipe est finalement autorisée à participer aux séries, elle ne pourra néanmoins pas être promue en Ligue Magnus, quel que soit son résultat sportif. Les Lions de Lyon restent finalement en Élite[7],[8].

### Saison régulière
La saison régulière se joue du 10 septembre 2016 au 4 mars 2017. Les treize équipes sont réunies au sein d'une poule unique qui se joue en matchs aller-retour.
Les huit premiers se qualifient pour les séries éliminatoires, dont le vainqueur sera sportivement promu en Saxoprint Ligue Magnus. Si Brest gagne le championnat, le finaliste vaincu serait promu en Ligue Magnus.

#### Résultats
Le score de l'équipe à domicile, située dans la colonne de gauche, est inscrit en premier.
| Résultats (dom.\ext.)                                              | AGL    | BRE    | BRI    | CAE    | CHO    | CLE    | DUN    | LRY | MUL    | NAN    | NEU    | TRS    | VAN    |
| Hormadi Anglet                                                     |        | 4-3    | 2-3    | 4-1    | 5-4    | 8-2    | 7-1    | 4-2 | 1-2    | 7-2    | 5-1    | 3-5    | 7-3    |
| Albatros de Brest                                                  | 3-2 Pr |        | 2-4    | 1-4    | 4-3 Pr | 7-1    | 6-4    | 1-2 | 4-3    | 5-4 Pr | 6-3    | 6-3    | 4-3    |
| Diables rouges de Briançon                                         | 2-1    | 6-5    |        | 5-0    | 8-2    | 7-1    | 6-3    | 5-3 | 2-4    | 5-4 TF | 2-0    | 5-4 Pr | 6-3    |
| Drakkars de Caen                                                   | 2-3    | 2-3    | 4-8    |        | 2-3    | 5-2    | 5-2    | 1-5 | 1-2    | 5-8    | 6-5 Pr | 3-2 TF | 4-3 Pr |
| Dogs de Cholet                                                     | 3-4    | 2-3 Pr | 5-10   | 3-2    |        | 4-2    | 5-3    | 2-6 | 6-5    | 3-0    | 0-3    | 1-3    | 4-1    |
| Sangliers Arvernes de Clermont                                     | 3-12   | 1-5    | 0-3    | 1-4    | 1-8    |        | 3-4 Pr | 3-2 | 1-4    | 3-6    | 1-3    | 2-4    | 1-3    |
| Corsaires de Dunkerque                                             | 4-5    | 2-4    | 4-5 Pr | 4-5 TF | 6-5 Pr | 5-4    |        | 5-3 | 1-2    | 4-3    | 3-5    | 1-3    | 2-4    |
| Aigles de La Roche-sur-Yon                                         | 0-3    | 3-8    | 5-4    | 5-4 Pr | 7-3    | 6-1    | 5-3    |     | 0-11   | 8-6    | 6-1    | 4-2    | 4-3 Pr |
| Scorpions de Mulhouse                                              | 5-6 Pr | 7-0    | 4-3 Pr | 4-0    | 2-3    | 6-1    | 5-1    | 7-1 |        | 11-2   | 5-2    | 5-4    | 4-3    |
| Corsaires de Nantes                                                | 1-4    | 3-5    | 0-3    | 3-0    | 4-7    | 3-2 Pr | 5-3    | 3-5 | 1-4    |        | 8-2    | 2-3    | 3-4 Pr |
| Bisons de Neuilly-sur-Marne                                        | 3-2    | 6-3    | 3-8    | 3-2    | 3-5    | 3-0    | 4-2 Pr | 4-3 | 2-3 Pr | 1-2    |        | 3-5    | 2-4    |
| Remparts de Tours                                                  | 1-2 Pr | 3-2 Pr | 3-4 TF | 7-1    | 4-3    | 4-0    | 1-2    | 1-4 | 5-2    | 6-5    | 4-3 TF |        | 2-0    |
| Bouquetins de Val-Vanoise                                          | 2-4    | 2-1    | 5-6 Pr | 4-3 Pr | 5-2    | 5-4 Pr | 6-2    | 6-3 | 1-2 Pr | 3-4    | 1-3    | 3-1    |        |
| - Victoire à domicile - Victoire à l'extérieur - Match non disputé |        |        |        |        |        |        |        |     |        |        |        |        |        |

Pr. : Prolongation    -    TF : Tirs de fusillade

#### Classement
Pour l'attribution des points, voir la section « Règlement » ci-dessus.
| Clt   | Équipe            | PJ | V  | VP | D  | DP | BP  | BC  | Diff | Pts |
| ----- | ----------------- | -- | -- | -- | -- | -- | --- | --- | ---- | --- |
| +001, | Briançon          | 24 | 16 | 5  | 2  | 1  | 120 | 67  | +53  | 59  |
| +002, | Mulhouse          | 24 | 16 | 3  | 4  | 1  | 109 | 51  | +58  | 55  |
| +003, | Anglet            | 24 | 16 | 2  | 5  | 1  | 105 | 58  | +47  | 53  |
| +004, | Tours             | 24 | 12 | 2  | 6  | 4  | 80  | 66  | +14  | 44  |
| +005, | Brest             | 24 | 11 | 4  | 8  | 1  | 92  | 77  | +15  | 42  |
| +006, | La Roche-sur-Yon  | 24 | 12 | 2  | 9  | 1  | 92  | 91  | +1   | 41  |
| +007, | Cholet            | 24 | 11 | 0  | 10 | 3  | 86  | 93  | -7   | 36  |
| +008, | Val-Vanoise       | 24 | 8  | 3  | 9  | 4  | 77  | 78  | -1   | 34  |
| +009, | Neuilly-sur-Marne | 24 | 9  | 1  | 11 | 3  | 68  | 86  | -18  | 32  |
| +010, | Nantes            | 24 | 7  | 1  | 13 | 3  | 82  | 103 | -21  | 26  |
| +011, | Caen              | 24 | 4  | 4  | 15 | 2  | 66  | 90  | -24  | 22  |
| +012, | Dunkerque         | 24 | 4  | 2  | 16 | 2  | 71  | 106 | -35  | 18  |
| +013, | Clermont-Ferrand  | 24 | 1  | 0  | 20 | 3  | 40  | 122 | -82  | 6   |

- Qualifié pour les séries éliminatoires
- relégué en Division 2

#### Meilleurs pointeurs
| Classt | Joueur          | Équipe                     | PJ | B  | A  | Pts | Pun |
| ------ | --------------- | -------------------------- | -- | -- | -- | --- | --- |
| 1      | Karl Léveillé   | Diables rouges de Briançon | 24 | 17 | 24 | 41  | 18  |
| 1      | Peter Bourgaut  | Diables rouges de Briançon | 24 | 12 | 29 | 41  | 16  |
| 3      | Benjamin Power  | Albatros de Brest          | 24 | 14 | 26 | 40  | 47  |
| 4      | Lukáš Pék       | Dogs de Cholet             | 22 | 17 | 20 | 37  | 6   |
| 5      | Michael Rhéaume | Corsaires de Nantes        | 24 | 19 | 17 | 36  | 20  |
| 5      | Colin Downey    | Remparts de Tours          | 24 | 12 | 24 | 36  | 20  |
| 5      | Erik Piatak     | Aigles de La Roche-sur-Yon | 24 | 9  | 27 | 36  | 24  |

Mise à jour : 5 mars 2017

### Séries éliminatoires
Les séries éliminatoires se jouent du 8 mars 2017 au 1er avril 2017. Les 8 équipes les mieux classées à l'issue de la saison régulière sont qualifiées pour les quarts de finale des séries éliminatoires. Les quarts de finale et les demi-finales se disputent au meilleur des 3 matches tandis que la finale se dispute au meilleur des 5 matches. Le vainqueur de la finale est sacré champion de Division 1 et est promu en Ligue Magnus.
Le 1er match se déroule chez le moins bien classé de la saison régulière, le match retour et l'éventuel match d'appui se déroulent chez le mieux classé de la saison régulière. Pour la finale jouée sur 5 matches, les deux premiers sont joués chez l'équipe la mieux classée, les deux suivants chez la moins bien classée et le dernier chez la mieux classée.
|  |                                              |                                              |                                              |                                              |                                              |                           |                           |                                          |                                          |                                          |                                          |                                          |     |   |                                    |                                    |                                    |                                    |                                    |                                    |                                    |  |  |
|  | Quarts de finale (au meilleur des 3 matches) | Quarts de finale (au meilleur des 3 matches) | Quarts de finale (au meilleur des 3 matches) | Quarts de finale (au meilleur des 3 matches) | Quarts de finale (au meilleur des 3 matches) |                           |                           | Demi-finales (au meilleur des 3 matches) | Demi-finales (au meilleur des 3 matches) | Demi-finales (au meilleur des 3 matches) | Demi-finales (au meilleur des 3 matches) | Demi-finales (au meilleur des 3 matches) |     |   | Finale (au meilleur des 5 matches) | Finale (au meilleur des 5 matches) | Finale (au meilleur des 5 matches) | Finale (au meilleur des 5 matches) | Finale (au meilleur des 5 matches) | Finale (au meilleur des 5 matches) | Finale (au meilleur des 5 matches) |  |  |
|  | 8, 11 et 12 mars 2017                        |                                              |                                              |                                              |                                              |                           |                           |                                          |                                          |                                          |                                          |                                          |     |   |                                    |                                    |                                    |                                    |                                    |                                    |                                    |  |  |
|  |                                              |                                              |                                              |                                              |                                              |                           |                           |                                          |                                          |                                          |                                          |                                          |     |   |                                    |                                    |                                    |                                    |                                    |                                    |                                    |  |  |
|  | Diables rouges de Briançon                   | (1)                                          | 5                                            | 3                                            | 1                                            |                           |                           |                                          |                                          |                                          |                                          |                                          |     |   |                                    |                                    |                                    |                                    |                                    |                                    |                                    |  |  |
|  | Diables rouges de Briançon                   | (1)                                          | 5                                            | 3                                            | 1                                            | 15, 18 et 19 mars 2017    |                           |                                          |                                          |                                          |                                          |                                          |     |   |                                    |                                    |                                    |                                    |                                    |                                    |                                    |  |  |
|  | Bouquetins de Val-Vanoise                    | (8)                                          | 6                                            | 2                                            | 4                                            |                           |                           |                                          |                                          |                                          |                                          |                                          |     |   |                                    |                                    |                                    |                                    |                                    |                                    |                                    |  |  |
|  | Bouquetins de Val-Vanoise                    | (8)                                          | 6                                            | 2                                            | 4                                            | Bouquetins de Val-Vanoise | (8)                       | 6                                        | 0                                        | 5                                        |                                          |                                          |     |   |                                    |                                    |                                    |                                    |                                    |                                    |                                    |  |  |
|  | 8 et 11 mars 2017                            |                                              |                                              |                                              |                                              | Bouquetins de Val-Vanoise | (8)                       | 6                                        | 0                                        | 5                                        |                                          |                                          |     |   |                                    |                                    |                                    |                                    |                                    |                                    |                                    |  |  |
|  |                                              |                                              | Albatros de Brest                            | (5)                                          | 1                                            | 8                         | 7                         |                                          |                                          |                                          |                                          |                                          |     |   |                                    |                                    |                                    |                                    |                                    |                                    |                                    |  |  |
|  | Remparts de Tours                            | (4)                                          | Albatros de Brest                            | (5)                                          | 1                                            | 8                         | 7                         | 1                                        | 1                                        |                                          |                                          |                                          |     |   |                                    |                                    |                                    |                                    |                                    |                                    |                                    |  |  |
|  | Remparts de Tours                            | (4)                                          |                                              |                                              |                                              |                           | 24 mars au 1er avril 2017 | 1                                        | 1                                        |                                          |                                          |                                          |     |   |                                    |                                    |                                    |                                    |                                    |                                    |                                    |  |  |
|  | Albatros de Brest                            | (5)                                          | 3                                            | 3                                            |                                              |                           |                           |                                          |                                          |                                          |                                          |                                          |     |   |                                    |                                    |                                    |                                    |                                    |                                    |                                    |  |  |
|  | Albatros de Brest                            | (5)                                          | 3                                            | 3                                            |                                              |                           |                           |                                          |                                          |                                          |                                          | Albatros de Brest                        | (5) | 1 | 1                                  | 5                                  | 1                                  |                                    |                                    |                                    |                                    |  |  |
|  | 8 et 11 mars 2017                            |                                              |                                              |                                              |                                              |                           |                           |                                          |                                          |                                          |                                          | Albatros de Brest                        | (5) | 1 | 1                                  | 5                                  | 1                                  |                                    |                                    |                                    |                                    |  |  |
|  |                                              | Scorpions de Mulhouse                        | (2)                                          | 4                                            | 4                                            | 2                         | 2                         |                                          |                                          |                                          |                                          |                                          |     |   |                                    |                                    |                                    |                                    |                                    |                                    |                                    |  |  |
|  | Scorpions de Mulhouse                        | Scorpions de Mulhouse                        | (2)                                          | 4                                            | 4                                            | 2                         | 2                         | (2)                                      | 5                                        | 4                                        |                                          |                                          |     |   |                                    |                                    |                                    |                                    |                                    |                                    |                                    |  |  |
|  | Scorpions de Mulhouse                        | 15, 18 et 19 mars 2017                       |                                              |                                              |                                              |                           |                           | (2)                                      | 5                                        | 4                                        |                                          |                                          |     |   |                                    |                                    |                                    |                                    |                                    |                                    |                                    |  |  |
|  | Dogs de Cholet                               | (7)                                          | 4                                            | 3                                            |                                              |                           |                           |                                          |                                          |                                          |                                          |                                          |     |   |                                    |                                    |                                    |                                    |                                    |                                    |                                    |  |  |
|  | Dogs de Cholet                               | (7)                                          | 4                                            | 3                                            | Scorpions de Mulhouse                        | (2)                       | 4                         | 6                                        |                                          |                                          |                                          |                                          |     |   |                                    |                                    |                                    |                                    |                                    |                                    |                                    |  |  |
|  | 8 et 11 mars 2017                            |                                              |                                              |                                              | Scorpions de Mulhouse                        | (2)                       | 4                         | 6                                        |                                          |                                          |                                          |                                          |     |   |                                    |                                    |                                    |                                    |                                    |                                    |                                    |  |  |
|  |                                              |                                              | Hormadi Anglet                               | (3)                                          | 3                                            | 3                         |                           |                                          |                                          |                                          |                                          |                                          |     |   |                                    |                                    |                                    |                                    |                                    |                                    |                                    |  |  |
|  | Hormadi Anglet                               | (3)                                          | Hormadi Anglet                               | (3)                                          | 3                                            | 3                         | 4                         | 6                                        |                                          |                                          |                                          |                                          |     |   |                                    |                                    |                                    |                                    |                                    |                                    |                                    |  |  |
|  | Hormadi Anglet                               | (3)                                          |                                              |                                              |                                              |                           | 4                         | 6                                        |                                          |                                          |                                          |                                          |     |   |                                    |                                    |                                    |                                    |                                    |                                    |                                    |  |  |
|  | Aigles de La Roche-sur-Yon                   | (6)                                          | 3                                            | 3                                            |                                              |                           |                           |                                          |                                          |                                          |                                          |                                          |     |   |                                    |                                    |                                    |                                    |                                    |                                    |                                    |  |  |
|  | Aigles de La Roche-sur-Yon                   | (6)                                          | 3                                            | 3                                            |                                              |                           |                           |                                          |                                          |                                          |                                          |                                          |     |   |                                    |                                    |                                    |                                    |                                    |                                    |                                    |  |  |

## Division 2

### Équipes engagées
Les équipes engagées en Division 2 sont donc au nombre de vingt (dont deux équipes réserves). Elles sont réparties en deux poules de dix :
| Club                      | Classement 2015-2016 | Entraîneur       | Patinoire                                                   | Capacité théorique |
| ------------------------- | -------------------- | ---------------- | ----------------------------------------------------------- | ------------------ |
| Jokers de Cergy-Pontoise  | 2e                   | Tommi Flinck     | Patinoire de Cergy-Pontoise                                 | 600                |
| Galaxians d'Amnéville     | 4e                   | Arnaud Disnard   | Patinoire du Centre de Loisirs                              | 550                |
| Français volants de Paris | 5e                   | Antoine Amsellem | Patinoire Sonja-Henie                                       | 350                |
| Castors d'Asnières        | 7e                   | Cédric Boucamus  | Patinoire des Courtilles                                    | 1 421              |
| Jets d'Évry Viry          | 8e                   | Sébastien Roujon | Patinoire des Lacs de l'Essonne Patinoire François Le Comte | 900 250            |
| Lynx de Valence           | 10e                  | Daniel Maric     | Le Polygone                                                 | 1 000              |
| Comètes de Meudon         | 11e                  | Francis Larivée  | Patinoire de Meudon                                         | 500                |
| Lions de Wasquehal        | 14e                  | Fabien Chardon   | Patinoire Serge Charles Lille                               | 400                |
| Dragons de Rouen II       | 15e                  | Ari Salo         | L'Île Lacroix                                               | 2 747              |
| Strasbourg II             | 18e                  | Yannick Maillot  | Patinoire Iceberg                                           | 1 200 à 2 400      |

| Club                         | Classement 2015-2016 | Entraîneur                   | Patinoire                                      | Capacité théorique |
| ---------------------------- | -------------------- | ---------------------------- | ---------------------------------------------- | ------------------ |
| Yétis du Mont-Blanc          | 13e (Division 1)     | Julien Guimard               | Patinoire de Saint-Gervais Patinoire de Megève | 1 800 2 900        |
| Bélougas de Toulouse-Blagnac | 14e (Division 1)     | Benoît Pourtanel             | Patinoire Jacques-Raynaud Patinoire Alex Jany  | 1 200 981          |
| Taureaux de feu de Limoges   | 3e                   | Pavol Mihálik                | Patinoire municipale des Casseaux              | 990                |
| Ours de Villard-de-Lans      | 6e                   | Daniel Sedlak                | Patinoire André Ravix                          | 2 000              |
| Chevaliers du lac d'Annecy   | 9e                   | Martin Millerioux Cyril Papa | Complexe Jean Régis                            | 1 650              |
| Renards de Roanne            | 12e                  | Romain Bonnefond             | Patinoire Fontalon                             | 500 à 1 350        |
| Castors d'Avignon            | 13e                  | Ludovic Garreau              | Palais de la Glace                             | 500                |
| Éléphants de Chambéry        | 16e                  | Rémy Enselme                 | Patinoire Patinoire Buisson Rond               | 1 200              |
| Spartiates de Marseille      | 17e                  | / Luc Tardif Junior          | Palais omnisports Marseille Grand Est          | 5 504              |
| Vipers de Montpellier        | 1er (Division 3)     | Raimonds Daniličs            | Patinoire Végapolis                            | 1 200 à 2 400      |

Légende des couleurs
- Promu de Division 3 2015-2016
- Relégué de Division 1 2015-2016

Note : l'accession des Sangliers Arvernes de Clermont en Division 1 libère une place en Division 2 qui revient à Strasbourg II qui avait été relégué en Division 3 après avoir perdu en barrage contre les Vipers de Montpellier.

### Saison régulière
La saison régulière se joue du 17 septembre 2016 au 11 février 2017.
Les huit premiers de chaque poule se qualifient pour les séries éliminatoires qui se jouent en matchs aller-retour en huitièmes de finale. Les quarts de finale, demi-finales et la finale se déroulent au meilleur des trois matchs ; la 1re rencontre se joue chez l'équipe la moins bien classée, la 2e et éventuellement la 3e chez la mieux classée. Le vainqueur de la finale est sacré champion de Division 2. Il est promu en Division 1, de même que le finaliste vaincu.
Les deux derniers de chaque poule jouent une phase de relégation, entre le 25 février 2017 et le 8 avril 2017. Cette phase est un mini-championnat en matchs aller-retour à l'issue duquel les deux derniers sont relégués en Division 3.

#### Poule A
Le score de l'équipe à domicile, située dans la colonne de gauche, est inscrit en premier.
| Résultats (▼dom., ►ext.)                                           | AMN | ASN    | CER    | ÉVY    | MEU    | PAR    | ROU    | STR    | VAL    | WAS |
| Galaxians d'Amnéville                                              |     | 7-1    | 4-6    | 2-3 Pr | 4-3 Pr | 5-4    | 5-1    | 4-3 Pr | 4-1    | 4-3 |
| Castors d'Asnières                                                 | 3-5 |        | 1-7    | 3-2    | 4-5 Pr | 3-1    | 1-2    | 3-1    | 3-5    | 3-4 |
| Jokers de Cergy-Pontoise                                           | 4-2 | 8-2    |        | 3-4    | 3-2    | 3-1    | 6-2    | 8-0    | 4-0    | 4-1 |
| Jets d'Évry Viry                                                   | 3-1 | 4-1    | 1-2 Pr |        | 6-2    | 5-3    | 8-3    | 11-0   | 3-2 Pr | 4-2 |
| Comètes de Meudon                                                  | 3-6 | 6-3    | 1-6    | 0-4    |        | 0-4    | 4-5 Pr | 6-5 Pr | 2-5    | 8-3 |
| Français volants de Paris                                          | 2-5 | 7-2    | 4-2    | 6-2    | 4-2    |        | 4-5 Pr | 7-3    | 4-1    | 5-2 |
| Dragons de Rouen II                                                | 3-5 | 1-0 Pr | 0-3    | 3-6    | 7-3    | 1-6    |        | 4-2    | 4-0    | 6-2 |
| CSG Strasbourg II                                                  | 2-3 | 1-3    | 3-6    | 0-5    | 2-4    | 0-5    | 6-2    |        | 2-12   | 1-2 |
| Lynx de Valence                                                    | 4-2 | 11-0   | 2-1 Pr | 8-3    | 4-3    | 2-1    | 7-2    | 4-3    |        | 7-4 |
| Lions de Wasquehal                                                 | 5-2 | 4-3 Pr | 4-6    | 7-5    | 2-7    | 5-6 Pr | 2-4    | 2-3    | 2-10   |     |
| - Victoire à domicile - Victoire à l'extérieur - Match non disputé |     |        |        |        |        |        |        |        |        |     |

Pr. : Prolongation    -    TF : Tirs de fusillade
| Clt   | Équipe             | PJ | V  | VP | D  | DP | BP | BC | Diff | Pts |
| ----- | ------------------ | -- | -- | -- | -- | -- | -- | -- | ---- | --- |
| +001, | Cergy-Pontoise     | 18 | 14 | 1  | 2  | 1  | 82 | 34 | +48  | 45  |
| +002, | Valence            | 18 | 12 | 1  | 4  | 1  | 85 | 47 | +38  | 39  |
| +003, | Évry Viry          | 18 | 11 | 2  | 4  | 1  | 79 | 48 | +31  | 38  |
| +004, | Amnéville          | 18 | 10 | 2  | 5  | 1  | 70 | 54 | +16  | 35  |
| +005, | Paris              | 18 | 10 | 1  | 6  | 1  | 74 | 48 | +26  | 33  |
| +006, | Rouen II           | 18 | 6  | 3  | 9  | 0  | 55 | 70 | -15  | 24  |
| +007, | Meudon             | 18 | 4  | 2  | 10 | 2  | 61 | 77 | -16  | 18  |
| +008, | Wasquehal          | 18 | 4  | 1  | 12 | 1  | 56 | 88 | -32  | 15  |
| +009, | Asnières-sur-Seine | 18 | 4  | 0  | 11 | 3  | 39 | 81 | -42  | 15  |
| +010, | Strasbourg II      | 18 | 2  | 0  | 14 | 2  | 37 | 91 | -54  | 8   |

- Qualifié pour les huitièmes de finale
- Dispute la poule de maintien

#### Poule B
Le score de l'équipe à domicile, située dans la colonne de gauche, est inscrit en premier.
| Résultats (dom.\ext.)                                              | ANN    | AVI    | CHM    | LIM    | MAR    | M-B | MON | ROA    | TLS    | VIL    |
| Chevaliers du lac d'Annecy                                         |        | 5-1    | 5-4 Pr | 6-3    | 4-3 Pr | 3-4 | 5-4 | 4-2    | 4-3    | 4-5    |
| Castors d'Avignon                                                  | 1-10   |        | 2-11   | 0-6    | 3-5    | 3-6 | 3-7 | 2-5    | 1-5    | 2-6    |
| Éléphants de Chambéry                                              | 4-7    | 11-2   |        | 4-7    | 9-5    | 0-6 | 7-8 | 5-4    | 2-5    | 5-6 Pr |
| Taureaux de feu de Limoges                                         | 5-6 Pr | 10-3   | 7-4    |        | 7-5    | 2-3 | 3-7 | 8-7 Pr | 4-6    | 10-4   |
| Spartiates de Marseille                                            | 5-4 Pr | 5-4 Pr | 2-3    | 4-5 Pr |        | 9-5 | 2-5 | 11-6   | 3-2    | 13-3   |
| Yétis du Mont-Blanc                                                | 4-3    | 8-1    | 2-6    | 6-1    | 7-2    |     | 2-6 | 7-4    | 6-2    | 7-5    |
| Vipers de Montpellier                                              | 2-1 Pr | 9-2    | 6-2    | 10-3   | 7-4    | 8-4 |     | 7-3    | 4-5 Pr | 3-6    |
| Renards de Roanne                                                  | 4-5 Pr | 11-1   | 4-13   | 8-7    | 4-5    | 4-7 | 9-6 |        | 3-1    | 8-3    |
| Bélougas de Toulouse-Blagnac                                       | 4-6    | 3-0    | 3-5    | 4-3 Pr | 3-4 Pr | 5-7 | 2-3 | 6-2    |        | 3-4    |
| Ours de Villard-de-Lans                                            | 2-1 Pr | 8-1    | 4-10   | 3-4 TF | 4-3 Pr | 4-3 | 6-5 | 4-11   | 3-4 Pr |        |
| - Victoire à domicile - Victoire à l'extérieur - Match non disputé |        |        |        |        |        |     |     |        |        |        |

Pr. : Prolongation    -    TF : Tirs de fusillade
| Clt   | Équipe           | PJ | V  | VP | D  | DP | BP  | BC  | Diff | Pts |
| ----- | ---------------- | -- | -- | -- | -- | -- | --- | --- | ---- | --- |
| +001, | Montpellier      | 18 | 12 | 1  | 4  | 1  | 107 | 69  | +38  | 39  |
| +002, | Mont-Blanc       | 18 | 13 | 0  | 5  | 0  | 94  | 68  | +26  | 39  |
| +003, | Annecy           | 18 | 8  | 4  | 3  | 3  | 83  | 60  | +23  | 35  |
| +004, | Chambéry         | 18 | 9  | 0  | 7  | 2  | 105 | 85  | +20  | 29  |
| +005, | Villard-de-Lans  | 18 | 7  | 3  | 6  | 2  | 80  | 97  | -17  | 29  |
| +006, | Marseille        | 18 | 6  | 3  | 6  | 3  | 90  | 85  | +5   | 27  |
| +007, | Limoges          | 18 | 6  | 3  | 7  | 2  | 95  | 90  | +5   | 26  |
| +008, | Roanne           | 18 | 7  | 0  | 9  | 2  | 99  | 102 | -3   | 23  |
| +009, | Toulouse-Blagnac | 18 | 5  | 3  | 9  | 1  | 66  | 64  | +2   | 22  |
| +010, | Avignon          | 18 | 0  | 0  | 17 | 1  | 32  | 131 | -99  | 1   |

- Qualifié pour les huitièmes de finale
- Dispute la poule de maintien

### Séries éliminatoires
Les séries éliminatoires se jouent du 18 février 2017 au 9 avril 2017. Les 8 équipes les mieux classées de chaque poule à l'issue de la saison régulière sont qualifiées pour les huitièmes de finale des séries éliminatoires. Le huitième de finale se joue en matchs aller-retour tandis que les quarts de finale et les demi-finales et la finale se disputent au meilleur des 3 matches. Le vainqueur de la finale est sacré champion de Division 2 et est promu en Division 1 avec le finaliste.

#### Play-offs
|  |                                            |                                            |                                            |                                            |                                            |                            |    |                                            |                                            |                                            |                                            |                                            |                            |                     |                                  |                                  |                                  |                                  |                                  |                                  |                                  |                                  |                                  |                                  |
|  | Huitièmes de finale 2 matches aller-retour | Huitièmes de finale 2 matches aller-retour | Huitièmes de finale 2 matches aller-retour | Huitièmes de finale 2 matches aller-retour | Huitièmes de finale 2 matches aller-retour |                            |    | Quarts de finale au meilleur des 3 matches | Quarts de finale au meilleur des 3 matches | Quarts de finale au meilleur des 3 matches | Quarts de finale au meilleur des 3 matches | Quarts de finale au meilleur des 3 matches |                            |                     | Finale au meilleur des 3 matches | Finale au meilleur des 3 matches | Finale au meilleur des 3 matches | Finale au meilleur des 3 matches | Finale au meilleur des 3 matches | Finale au meilleur des 3 matches | Finale au meilleur des 3 matches | Finale au meilleur des 3 matches | Finale au meilleur des 3 matches | Finale au meilleur des 3 matches |
|  |                                            |                                            |                                            |                                            |                                            |                            |    |                                            |                                            |                                            |                                            |                                            |                            |                     |                                  |                                  |                                  |                                  |                                  |                                  |                                  |                                  |                                  |                                  |
|  |                                            |                                            |                                            |                                            |                                            |                            |    |                                            | Demi-finales au meilleur des 3 matches     |                                            |                                            |                                            |                            |                     |                                  |                                  |                                  |                                  |                                  |                                  |                                  |                                  |                                  |                                  |
|  | 18 et 25 février 2017                      |                                            |                                            |                                            |                                            |                            |    |                                            |                                            |                                            |                                            |                                            |                            |                     |                                  |                                  |                                  |                                  |                                  |                                  |                                  |                                  |                                  |                                  |
|  |                                            |                                            |                                            |                                            |                                            |                            |    |                                            |                                            |                                            |                                            |                                            |                            |                     |                                  |                                  |                                  |                                  |                                  |                                  |                                  |                                  |                                  |                                  |
|  | Jokers de Cergy-Pontoise                   | A1                                         | 9                                          | 5                                          |                                            |                            |    |                                            |                                            |                                            |                                            |                                            |                            |                     |                                  |                                  |                                  |                                  |                                  |                                  |                                  |                                  |                                  |                                  |
|  | Jokers de Cergy-Pontoise                   | A1                                         | 9                                          | 5                                          | 4, 11 et 12 mars 2017                      |                            |    |                                            |                                            |                                            |                                            |                                            |                            |                     |                                  |                                  |                                  |                                  |                                  |                                  |                                  |                                  |                                  |                                  |
|  | Renards de Roanne                          | B8                                         | 3                                          | 5                                          |                                            |                            |    |                                            |                                            |                                            |                                            |                                            |                            |                     |                                  |                                  |                                  |                                  |                                  |                                  |                                  |                                  |                                  |                                  |
|  | Renards de Roanne                          | B8                                         | 3                                          | 5                                          | Jokers de Cergy-Pontoise                   | A1                         | 6  | 4                                          | 7                                          |                                            |                                            |                                            |                            |                     |                                  |                                  |                                  |                                  |                                  |                                  |                                  |                                  |                                  |                                  |
|  | 18 et 25 février 2017                      |                                            |                                            |                                            | Jokers de Cergy-Pontoise                   | A1                         | 6  | 4                                          | 7                                          |                                            |                                            |                                            |                            |                     |                                  |                                  |                                  |                                  |                                  |                                  |                                  |                                  |                                  |                                  |
|  |                                            |                                            | Éléphants de Chambéry                      | B4                                         | 4                                          | 8                          | 3  |                                            |                                            |                                            |                                            |                                            |                            |                     |                                  |                                  |                                  |                                  |                                  |                                  |                                  |                                  |                                  |                                  |
|  | Français volants de Paris                  | A5                                         | Éléphants de Chambéry                      | B4                                         | 4                                          | 8                          | 3  | 1                                          | 3                                          |                                            |                                            |                                            |                            |                     |                                  |                                  |                                  |                                  |                                  |                                  |                                  |                                  |                                  |                                  |
|  | Français volants de Paris                  | A5                                         | 18 et 25 mars 2017'                        |                                            |                                            |                            |    | 1                                          | 3                                          |                                            |                                            |                                            |                            |                     |                                  |                                  |                                  |                                  |                                  |                                  |                                  |                                  |                                  |                                  |
|  | Éléphants de Chambéry                      | B4                                         | 6                                          | 5                                          |                                            |                            |    |                                            |                                            |                                            |                                            |                                            |                            |                     |                                  |                                  |                                  |                                  |                                  |                                  |                                  |                                  |                                  |                                  |
|  | Éléphants de Chambéry                      | B4                                         | 6                                          | 5                                          |                                            |                            |    | Jokers de Cergy-Pontoise                   | Jokers de Cergy-Pontoise                   | Jokers de Cergy-Pontoise                   | Jokers de Cergy-Pontoise                   | Jokers de Cergy-Pontoise                   | Jokers de Cergy-Pontoise   | A1                  | 5                                | 4                                |                                  |                                  |                                  |                                  |                                  |                                  |                                  |                                  |
|  | 18 et 25 février 2017                      |                                            |                                            |                                            |                                            |                            |    | Jokers de Cergy-Pontoise                   | Jokers de Cergy-Pontoise                   | Jokers de Cergy-Pontoise                   | Jokers de Cergy-Pontoise                   | Jokers de Cergy-Pontoise                   | Jokers de Cergy-Pontoise   | A1                  | 5                                | 4                                |                                  |                                  |                                  |                                  |                                  |                                  |                                  |                                  |
|  | Yétis du Mont-Blanc                        | Yétis du Mont-Blanc                        | Yétis du Mont-Blanc                        | Yétis du Mont-Blanc                        | Yétis du Mont-Blanc                        | Yétis du Mont-Blanc        | B2 | 8                                          | 5                                          |                                            |                                            |                                            |                            |                     |                                  |                                  |                                  |                                  |                                  |                                  |                                  |                                  |                                  |                                  |
|  | Yétis du Mont-Blanc                        | Yétis du Mont-Blanc                        | Yétis du Mont-Blanc                        | Yétis du Mont-Blanc                        | Yétis du Mont-Blanc                        | Yétis du Mont-Blanc        | B2 | 8                                          | 5                                          | Jets d'Évry Viry                           | A3                                         | 3                                          | 4                          |                     |                                  |                                  |                                  |                                  |                                  |                                  |                                  |                                  |                                  |                                  |
|  | 4, 11 et 12 mars 2017                      |                                            |                                            |                                            |                                            |                            |    |                                            |                                            | Jets d'Évry Viry                           | A3                                         | 3                                          | 4                          |                     |                                  |                                  |                                  |                                  |                                  |                                  |                                  |                                  |                                  |                                  |
|  | Spartiates de Marseille                    | B6                                         | 4                                          | 8                                          |                                            |                            |    |                                            |                                            |                                            |                                            |                                            |                            |                     |                                  |                                  |                                  |                                  |                                  |                                  |                                  |                                  |                                  |                                  |
|  | Spartiates de Marseille                    | B6                                         | 4                                          | 8                                          | Spartiates de Marseille                    | B6                         | 3  | 2                                          |                                            |                                            |                                            |                                            |                            |                     |                                  |                                  |                                  |                                  |                                  |                                  |                                  |                                  |                                  |                                  |
|  | 18 et 25 février 2017                      |                                            |                                            |                                            | Spartiates de Marseille                    | B6                         | 3  | 2                                          |                                            |                                            |                                            |                                            |                            |                     |                                  |                                  |                                  |                                  |                                  |                                  |                                  |                                  |                                  |                                  |
|  |                                            |                                            | Yétis du Mont-Blanc                        | B2                                         | 8                                          | 7                          |    |                                            |                                            |                                            |                                            |                                            |                            |                     |                                  |                                  |                                  |                                  |                                  |                                  |                                  |                                  |                                  |                                  |
|  | Comètes de Meudon                          | A7                                         | Yétis du Mont-Blanc                        | B2                                         | 8                                          | 7                          | 3  | 2                                          |                                            |                                            |                                            |                                            |                            |                     |                                  |                                  |                                  |                                  |                                  |                                  |                                  |                                  |                                  |                                  |
|  | Comètes de Meudon                          | A7                                         |                                            |                                            |                                            |                            | 3  | 2                                          | 1er, 8 et 9 avril 2017                     |                                            |                                            |                                            |                            |                     |                                  |                                  |                                  |                                  |                                  |                                  |                                  |                                  |                                  |                                  |
|  | Yétis du Mont-Blanc                        | B2                                         | 14                                         | 4                                          |                                            |                            |    |                                            |                                            |                                            |                                            |                                            |                            |                     |                                  |                                  |                                  |                                  |                                  |                                  |                                  |                                  |                                  |                                  |
|  | Yétis du Mont-Blanc                        | B2                                         | 14                                         | 4                                          |                                            |                            |    |                                            |                                            |                                            |                                            |                                            |                            | Yétis du Mont-Blanc | Yétis du Mont-Blanc              | Yétis du Mont-Blanc              | Yétis du Mont-Blanc              | Yétis du Mont-Blanc              | Yétis du Mont-Blanc              | B2                               | 3                                | 9                                | 2                                |                                  |
|  | 18 et 25 février 2017                      |                                            |                                            |                                            |                                            |                            |    |                                            |                                            |                                            |                                            |                                            |                            | Yétis du Mont-Blanc | Yétis du Mont-Blanc              | Yétis du Mont-Blanc              | Yétis du Mont-Blanc              | Yétis du Mont-Blanc              | Yétis du Mont-Blanc              | B2                               | 3                                | 9                                | 2                                |                                  |
|  | Chevaliers du lac d'Annecy                 | Chevaliers du lac d'Annecy                 | Chevaliers du lac d'Annecy                 | Chevaliers du lac d'Annecy                 | Chevaliers du lac d'Annecy                 | Chevaliers du lac d'Annecy | B3 | 4                                          | 1                                          | 3                                          |                                            |                                            |                            |                     |                                  |                                  |                                  |                                  |                                  |                                  |                                  |                                  |                                  |                                  |
|  | Chevaliers du lac d'Annecy                 | Chevaliers du lac d'Annecy                 | Chevaliers du lac d'Annecy                 | Chevaliers du lac d'Annecy                 | Chevaliers du lac d'Annecy                 | Chevaliers du lac d'Annecy | B3 | 4                                          | 1                                          | 3                                          | Lynx de Valence                            | A2                                         | 3                          | 6                   |                                  |                                  |                                  |                                  |                                  |                                  |                                  |                                  |                                  |                                  |
|  | 4, 11 et 12 mars 2017                      |                                            |                                            |                                            |                                            |                            |    |                                            |                                            |                                            | Lynx de Valence                            | A2                                         | 3                          | 6                   |                                  |                                  |                                  |                                  |                                  |                                  |                                  |                                  |                                  |                                  |
|  | Taureaux de feu de Limoges                 | B7                                         | 3                                          | 5                                          |                                            |                            |    |                                            |                                            |                                            |                                            |                                            |                            |                     |                                  |                                  |                                  |                                  |                                  |                                  |                                  |                                  |                                  |                                  |
|  | Taureaux de feu de Limoges                 | B7                                         | 3                                          | 5                                          | Lynx de Valence                            | A2                         | 2  | 1                                          |                                            |                                            |                                            |                                            |                            |                     |                                  |                                  |                                  |                                  |                                  |                                  |                                  |                                  |                                  |                                  |
|  | 18 et 25 février 2017                      |                                            |                                            |                                            | Lynx de Valence                            | A2                         | 2  | 1                                          |                                            |                                            |                                            |                                            |                            |                     |                                  |                                  |                                  |                                  |                                  |                                  |                                  |                                  |                                  |                                  |
|  |                                            |                                            | Chevaliers du lac d'Annecy                 | B3                                         | 4                                          | 8                          |    |                                            |                                            |                                            |                                            |                                            |                            |                     |                                  |                                  |                                  |                                  |                                  |                                  |                                  |                                  |                                  |                                  |
|  | Dragons de Rouen II                        | A6                                         | Chevaliers du lac d'Annecy                 | B3                                         | 4                                          | 8                          | 1  | 2                                          |                                            |                                            |                                            |                                            |                            |                     |                                  |                                  |                                  |                                  |                                  |                                  |                                  |                                  |                                  |                                  |
|  | Dragons de Rouen II                        | A6                                         | 18 et 25 mars 2017                         |                                            |                                            |                            | 1  | 2                                          |                                            |                                            |                                            |                                            |                            |                     |                                  |                                  |                                  |                                  |                                  |                                  |                                  |                                  |                                  |                                  |
|  | Chevaliers du lac d'Annecy                 | B3                                         | 3                                          | 4                                          |                                            |                            |    |                                            |                                            |                                            |                                            |                                            |                            |                     |                                  |                                  |                                  |                                  |                                  |                                  |                                  |                                  |                                  |                                  |
|  | Chevaliers du lac d'Annecy                 | B3                                         | 3                                          | 4                                          |                                            |                            |    | Chevaliers du lac d'Annecy                 | Chevaliers du lac d'Annecy                 | Chevaliers du lac d'Annecy                 | Chevaliers du lac d'Annecy                 | Chevaliers du lac d'Annecy                 | Chevaliers du lac d'Annecy | B3                  | 5                                | 3                                |                                  |                                  |                                  |                                  |                                  |                                  |                                  |                                  |
|  | 18 et 25 février 2017                      |                                            |                                            |                                            |                                            |                            |    | Chevaliers du lac d'Annecy                 | Chevaliers du lac d'Annecy                 | Chevaliers du lac d'Annecy                 | Chevaliers du lac d'Annecy                 | Chevaliers du lac d'Annecy                 | Chevaliers du lac d'Annecy | B3                  | 5                                | 3                                |                                  |                                  |                                  |                                  |                                  |                                  |                                  |                                  |
|  | Vipers de Montpellier                      | Vipers de Montpellier                      | Vipers de Montpellier                      | Vipers de Montpellier                      | Vipers de Montpellier                      | Vipers de Montpellier      | B1 | 4                                          | 0                                          |                                            |                                            |                                            |                            |                     |                                  |                                  |                                  |                                  |                                  |                                  |                                  |                                  |                                  |                                  |
|  | Vipers de Montpellier                      | Vipers de Montpellier                      | Vipers de Montpellier                      | Vipers de Montpellier                      | Vipers de Montpellier                      | Vipers de Montpellier      | B1 | 4                                          | 0                                          | Galaxians d'Amnéville                      | A4                                         | 3                                          | 2                          |                     |                                  |                                  |                                  |                                  |                                  |                                  |                                  |                                  |                                  |                                  |
|  | 4, 11 et 12 mars 2017                      |                                            |                                            |                                            |                                            |                            |    |                                            |                                            | Galaxians d'Amnéville                      | A4                                         | 3                                          | 2                          |                     |                                  |                                  |                                  |                                  |                                  |                                  |                                  |                                  |                                  |                                  |
|  | Ours de Villard-de-Lans                    | B5                                         | 3                                          | 7                                          |                                            |                            |    |                                            |                                            |                                            |                                            |                                            |                            |                     |                                  |                                  |                                  |                                  |                                  |                                  |                                  |                                  |                                  |                                  |
|  | Ours de Villard-de-Lans                    | B5                                         | 3                                          | 7                                          | Ours de Villard-de-Lans                    | B5                         | 5  | 4                                          |                                            |                                            |                                            |                                            |                            |                     |                                  |                                  |                                  |                                  |                                  |                                  |                                  |                                  |                                  |                                  |
|  | 18 et 25 février 2017                      |                                            |                                            |                                            | Ours de Villard-de-Lans                    | B5                         | 5  | 4                                          |                                            |                                            |                                            |                                            |                            |                     |                                  |                                  |                                  |                                  |                                  |                                  |                                  |                                  |                                  |                                  |
|  |                                            |                                            | Vipers de Montpellier                      | B1                                         | 9                                          | 5                          |    |                                            |                                            |                                            |                                            |                                            |                            |                     |                                  |                                  |                                  |                                  |                                  |                                  |                                  |                                  |                                  |                                  |
|  | Lions de Wasquehal                         | A8                                         | Vipers de Montpellier                      | B1                                         | 9                                          | 5                          | 5  | 0                                          |                                            |                                            |                                            |                                            |                            |                     |                                  |                                  |                                  |                                  |                                  |                                  |                                  |                                  |                                  |                                  |
|  | Lions de Wasquehal                         | A8                                         |                                            |                                            |                                            |                            | 5  | 0                                          |                                            |                                            |                                            |                                            |                            |                     |                                  |                                  |                                  |                                  |                                  |                                  |                                  |                                  |                                  |                                  |
|  | Vipers de Montpellier                      | B1                                         | 7                                          | 3                                          |                                            |                            |    |                                            |                                            |                                            |                                            |                                            |                            |                     |                                  |                                  |                                  |                                  |                                  |                                  |                                  |                                  |                                  |                                  |
|  | Vipers de Montpellier                      | B1                                         | 7                                          | 3                                          |                                            |                            |    |                                            |                                            |                                            |                                            |                                            |                            |                     |                                  |                                  |                                  |                                  |                                  |                                  |                                  |                                  |                                  |                                  |

#### Poule de maintien
La poule de maintien se joue du 25 février 2017 au 8 avril 2017. Les équipes placées au-delà de la huitième place de chaque poule participent à la phase finale de maintien, qui se déroule sous forme de poule où toutes les équipes se rencontrent en match aller – retour, un classement de 1 à 4 est établi suivant les modalités applicables à la saison régulière.

##### Résultats
Le score de l'équipe à domicile, située dans la colonne de gauche, est inscrit en premier.
| Résultats (▼dom., ►ext.)                                           | ASN | AVI  | STR    | TLS |
| Castors d'Asnières                                                 |     | 5-3  | 1-9    | 0-3 |
| Castors d'Avignon                                                  | 6-0 |      | 1-2 TF | 2-3 |
| CSG Strasbourg II                                                  | 4-1 | 5-1  |        | 2-3 |
| Bélougas de Toulouse-Blagnac                                       | 3-0 | 12-3 | 2-1    |     |
| - Victoire à domicile - Victoire à l'extérieur - Match non disputé |     |      |        |     |

Pr. : Prolongation    -    TF : Tirs de fusillade

##### Classement
- Les équipes classées 3e et 4e de la poule de maintien sont reléguées en Division 3,

| Clt   | Équipe             | PJ | V | VP | D | DP | BP | BC | Diff | Pts |
| ----- | ------------------ | -- | - | -- | - | -- | -- | -- | ---- | --- |
| +001, | Toulouse-Blagnac   | 6  | 6 | 0  | 0 | 0  | 26 | 8  | +18  | 18  |
| +002, | Strasbourg II      | 6  | 3 | 1  | 2 | 0  | 23 | 9  | +14  | 11  |
| +003, | Avignon            | 6  | 1 | 0  | 4 | 1  | 16 | 27 | -11  | 4   |
| +004, | Asnières-sur-Seine | 6  | 1 | 0  | 5 | 0  | 7  | 28 | -21  | 3   |

- relégué en Division 3

Date de mise à jour : 1er avril 2017

## Division 3
Localisation des équipes 2016-17 de la division 3

### Équipes engagées
Les trente-trois équipes engagées, dont dix-neuf équipes réserves et une équipe basée au Luxembourg, sont réparties en quatre groupes régionaux (le 2 suivant le nom d'une équipe indique qu'il s'agit d'une équipe réserve) :
| Club                          | Classement 2015-2016 | Entraîneur          | Patinoire                        | Capacité théorique |
| ----------------------------- | -------------------- | ------------------- | -------------------------------- | ------------------ |
| Corsaires de Nantes II        | 1re (Poule A)        | Julien Créno        | Patinoire du Petit Port          | 1 060              |
| Albatros de Brest II          | 2e (Poule A)         | Sami Wikström       | Rïnkla Stadium                   | 1 200              |
| Dragons de Poitiers           | 3e (Poule A)         | / Jean-Vital Stinco | Patinoire municipale de Poitiers | 810                |
| Boxers de Bordeaux II         | 4e (Poule A)         | / Guy Dupuis        | Patinoire de Mériadeck           | 3 200              |
| Aigles de La Roche-sur-Yon II | 5e (Poule A)         | Mickaël Goujot      | Complexe Arago                   | 1 200              |
| Remparts de Tours II          | 5e (Poule B)         | Normand Roy         | Patinoire de Tours               | 1 760              |
| Dogs de Cholet II             | 6e (Poule A)         | Grégory Gougeon     | Pôle Sportif Glisséo             | 1 200              |
| Cormorans de Rennes           | 7e (Poule A)         | / Yven Sadoun       | Le Blizz                         | 750                |

| Club                        | Classement 2015-2016 | Entraîneur          | Patinoire                                                   | Capacité théorique |
| --------------------------- | -------------------- | ------------------- | ----------------------------------------------------------- | ------------------ |
| Coqs de Courbevoie          | 11e (Division 1)     | Rishi Ovide-Etienne | Patinoire municipale de Courbevoie                          | 700                |
| Élans de Champigny          | 2e (Poule C)         | Jérôme Veret        | Patinoire de Champigny-sur-Marne                            | 450                |
| Drakkars de Caen II         | 3e (Poule B)         | Martial Janil       | Patinoire de Caen la mer                                    | 1 499              |
| Renards d'Orléans           | 4e (Poule B)         | Gilbert Ledigarcher | Patinoire du Baron                                          | 920                |
| Tigres de l'ACBB            | 7e (Poule B)         | Fabrizio Braico     | Patinoire de Boulogne-Billancourt                           | 1 800              |
| Caribous de Seine-et-Marne  | 7e (Poule C)         | Romain Danton       | Patinoire La Cartonnerie                                    | 450                |
| Jets d'Évry Viry II         | 8e (Poule C)         | Franck Ferey        | Patinoire des Lacs de l'Essonne Patinoire François Le Comte | 900 250            |
| Jokers de Cergy-Pontoise II | NC                   | Erwan Personne      | Patinoire de Cergy-Pontoise                                 | 600                |
| Grizzly de Garges           | NC                   | Christophe Masson   | Patinoire du Val de France                                  | 700                |

| Club                                | Classement 2015-2016 | Entraîneur                      | Patinoire                              | Capacité théorique |
| ----------------------------------- | -------------------- | ------------------------------- | -------------------------------------- | ------------------ |
| Diables rouges de Valenciennes      | 1re (Poule B)        | Christian Beauvois              | Patinoire Valigloo                     | 700                |
| Gaulois de Châlons-en-Champagne     | 1re (Poule C)        | Tristant Lohou Sébastien Thomas | Patinoire Cités Glace                  | 700                |
| Titans de Colmar                    | 3e (Poule C)         | Michel Rothfuss                 | Patinoire de Colmar                    | 1 200              |
| Ducs de Dijon II/Aigles de Besançon | 4e (Poule C)         | Daniel Babka                    | Patinoire Trimolet Patinoire Lafayette | 1 000 1 300        |
| Tornado Luxembourg                  | 5e (Poule C)         | / Petr Fical                    | Patinoire de Kockelscheuer             | 1 000              |
| Gamyo Épinal II                     | 6e (Poule C)         | Frédéric Laforge                | Patinoire de Poissompré                | 1 800              |
| Phénix de Reims                     | NC                   | Ivan Bock                       | Patinoire Albert 1er                   | 700                |
| Gothiques d'Amiens II               | NC                   | Miroslav Kecka                  | Coliseum                               | 2 882 à 3 400      |

| Club                              | Classement 2015-2016 | Entraîneur          | Patinoire                                                                      | Capacité théorique |
| --------------------------------- | -------------------- | ------------------- | ------------------------------------------------------------------------------ | ------------------ |
| Boucaniers de Toulon              | 2e (Poule D)         | / Jozef Drzik       | Palais omnisports Marseille Grand Est                                          | 5 504              |
| Chevaliers du lac d'Annecy II     | 3e (Poule D)         | Thomas Bussat       | Complexe Jean Régis                                                            | 1 650              |
| Aigles de Nice II                 | 4e (Poule D)         | Laurent Bougro      | Palais des sports Jean-Bouin                                                   | 1 200              |
| Éléphants de Chambéry II          | 5e (Poule D)         | Javier Parres       | Patinoire Patinoire Buisson Rond                                               | 1 200              |
| Bouquetins de Val-Vanoise II      | 6e (Poule D)         | Pascal Malec        | Patinoire de Méribel Patinoire de Courchevel Patinoire de Pralognan-la-Vanoise | 2 500 ? 1 800      |
| Sangliers Arvernes de Clermont II | 8e (Poule D)         | Benoît Lochu        | Patinoire Clermont Communauté                                                  | 2 500              |
| Castors d'Avignon II              | NC                   | / Denis Charpentier | Palais de la Glace                                                             | 500                |
| Bélougas de Toulouse-Blagnac II   | NC                   | Laurent Guitard     | Patinoire Jacques-Raynaud Patinoire Alex Jany                                  | 1 200 981          |

Légende des couleurs
- Nouvelle équipe
- Relégué de Division 2 2015-2016
- Rétrogradé de Division 1 2015-2016

### Saison régulière
La saison régulière se joue du 17 septembre 2016 au 18 février 2017.
Les trente-trois équipes engagées sont réparties en quatre poules (de huit ou neuf équipes), les matchs se jouent en aller-retour. Les quatre premiers de chaque groupe se qualifient pour la phase finale.
Durant la phase finale qui se joue en matchs aller-retour (ainsi quand il y a match nul, il n'y a pas de prolongation, le score est conservé tel quel), le score cumulé désignant le vainqueur, les qualifiés du groupe A affrontent ceux du groupe B et ceux du groupe C sont opposés à ceux du groupe D. Les vainqueurs des quarts de finale se qualifient pour le carré final.
Les quatre qualifiés pour le carré final sont rassemblés au sein d'une poule unique qui se joue en matchs simples. L'équipe finissant à la première place est sacrée championne de Division 3. Le champion et le deuxième sont promus en Division 2.
- Pour l'attribution des points, voir la section « Règlement » ci-dessus.

#### Groupe A
Le score de l'équipe à domicile, située dans la colonne de gauche, est inscrit en premier.
| Résultats (▼dom., ►ext.)                                           | BOR  | BRE    | CHO  | LRY  | NAN  | POI    | REN  | TRS |
| Boxers de Bordeaux II                                              |      | 5-4 Pr | 13-2 | 8-1  | 3-4  | 9-0    | 24-2 | 7-2 |
| Albatros de Brest II                                               | 8-3  |        | 15-0 | 11-3 | 1-6  | 8-1    | 12-3 | 5-3 |
| Dogs de Cholet II                                                  | 4-18 | 1-21   |      | 3-7  | 1-14 | 6-5 Pr | 9-4  | 4-6 |
| Aigles de La Roche-sur-Yon II                                      | 3-5  | 1-9    | 4-2  |      | 3-6  | 2-9    | 8-2  | 1-7 |
| Corsaires de Nantes II                                             | 7-3  | 2-3    | 17-1 | 10-3 |      | 5-1    | 15-1 | 3-1 |
| Dragons de Poitiers                                                | 0-7  | 4-7    | 12-0 | 7-1  | 0-4  |        | 14-1 | 1-0 |
| Cormorans de Rennes                                                | 1-13 | 0-16   | 7-5  | 3-4  | 2-12 | 2-4    |      | 2-8 |
| Remparts de Tours II                                               | 2-3  | 4-6    | 5-3  | 9-3  | 1-8  | 5-2    | 19-1 |     |
| - Victoire à domicile - Victoire à l'extérieur - Match non disputé |      |        |      |      |      |        |      |     |

| Clt   | Équipe              | PJ | V  | VP | D  | DP | BP  | BC  | Diff | Pts |
| ----- | ------------------- | -- | -- | -- | -- | -- | --- | --- | ---- | --- |
| +001, | Nantes II           | 14 | 13 | 0  | 1  | 0  | 113 | 24  | +89  | 39  |
| +002, | Brest II            | 14 | 12 | 0  | 1  | 1  | 126 | 36  | +90  | 37  |
| +003, | Bordeaux II         | 14 | 10 | 1  | 3  | 0  | 121 | 40  | +81  | 32  |
| +004, | Tours II            | 14 | 7  | 0  | 7  | 0  | 72  | 49  | +23  | 21  |
| +005, | Poitiers            | 14 | 6  | 0  | 7  | 1  | 60  | 57  | +3   | 19  |
| +006, | La Roche-sur-Yon II | 14 | 4  | 0  | 10 | 0  | 44  | 91  | -47  | 12  |
| +007, | Cholet II           | 14 | 1  | 1  | 12 | 0  | 41  | 148 | -107 | 5   |
| +008, | Rennes              | 14 | 1  | 0  | 13 | 0  | 31  | 163 | -132 | 3   |

- Qualifié pour les huitièmes de finale

#### Groupe B
Le score de l'équipe à domicile, située dans la colonne de gauche, est inscrit en premier.
| Résultats (▼dom., ►ext.)                                           | BOU    | CAE    | CER    | CMP    | COU    | DAM  | ÉVY  | GAR  | ORL   |
| Tigres de l'ACBB                                                   |        | 1-12   | 3-4 Pr | 1-10   | 3-6    | 0-11 | 4-11 | 8-4  | 3-12  |
| Drakkars de Caen II                                                | 9-2    |        | 5-3    | 0-5    | 6-2    | 7-6  | 6-2  | 7-0  | 6-5   |
| Jokers de Cergy-Pontoise II                                        | 3-4 Pr | 2-4    |        | 0-4    | 3-6    | 2-11 | 3-10 | 10-1 | 3-9   |
| Élans de Champigny                                                 | 5-1    | 3-6    | 12-1   |        | 10-3   | 2-5  | 3-2  | 16-2 | 5-2   |
| Coqs de Courbevoie                                                 | 7-5    | 4-3 Pr | 1-2    | 5-4 Pr |        | 4-8  | 10-7 | 14-3 | 13-15 |
| Caribous de Seine-et-Marne                                         | 16-2   | 8-4    | 7-4    | 8-4    | 7-4    |      | 11-2 | 12-4 | 7-10  |
| Jets d'Évry Viry II                                                | 7-4    | 3-5    | 6-7    | 0-3    | 4-5 Pr | 4-6  |      | 18-4 | 5-9   |
| Grizzly de Garges                                                  | 3-11   | 2-15   | 3-16   | 0-17   | 2-9    | 4-10 | 1-12 |      | 2-13  |
| Renards d'Orléans                                                  | 10-3   | 9-5    | 5-4    | 4-5 Pr | 15-3   | 11-7 | 10-5 | 13-2 |       |
| - Victoire à domicile - Victoire à l'extérieur - Match non disputé |        |        |        |        |        |      |      |      |       |

| Clt   | Équipe               | PJ | V  | VP | D  | DP | BP  | BC  | Diff | Pts |
| ----- | -------------------- | -- | -- | -- | -- | -- | --- | --- | ---- | --- |
| +001, | Orléans              | 16 | 13 | 0  | 2  | 1  | 152 | 78  | +74  | 40  |
| +002, | Dammarie             | 16 | 13 | 0  | 3  | 0  | 140 | 68  | +72  | 39  |
| +003, | Caen II              | 16 | 12 | 0  | 3  | 1  | 100 | 57  | +43  | 37  |
| +004, | Champigny            | 16 | 11 | 1  | 3  | 1  | 108 | 40  | +68  | 36  |
| +005, | Courbevoie           | 16 | 6  | 3  | 7  | 0  | 96  | 97  | -1   | 24  |
| +006, | Évry Viry II         | 16 | 5  | 0  | 10 | 1  | 98  | 90  | +8   | 16  |
| +007, | Cergy-Pontoise II    | 16 | 4  | 1  | 10 | 1  | 68  | 91  | -23  | 15  |
| +008, | Boulogne-Billancourt | 16 | 2  | 1  | 12 | 1  | 54  | 130 | -76  | 9   |
| +009, | Garges               | 16 | 0  | 0  | 16 | 0  | 37  | 202 | -165 | 0   |

- Qualifié pour les huitièmes de finale

#### Groupe C
Le score de l'équipe à domicile, située dans la colonne de gauche, est inscrit en premier.
| Résultats (▼dom., ►ext.)                                           | AMI  | CHL    | COL    | DIJ    | ÉPI     | LUX    | REI    | VAC    |
| Gothiques d'Amiens II                                              |      | 5-8    | 6-5 Pr | 8-5    | 1-5     | 4-3 Pr | 2-3 Pr | 4-8    |
| Gaulois de Châlons-en-Champagne                                    | 8-2  |        | 4-2    | 5-0    | 8-7 Pr  | 9-1    | 6-1    | 9-14   |
| Titans de Colmar                                                   | 6-3  | 4-3    |        | 5-2    | 10-9 TF | 6-4    | 7-2    | 4-10   |
| Ducs de Dijon II                                                   | 5-4  | 4-5 TF | 3-2 Pr |        | 4-9     | 3-4 Pr | 7-5    | 0-9    |
| Gamyo Épinal II                                                    | 7-5  | 5-3    | 8-6    | 5-0    |         | 6-3    | 4-3    | 5-4 Pr |
| Tornado Luxembourg                                                 | 8-5  | 2-3 Pr | 4-8    | 10-1   | 1-6     |        | 6-3    | 2-7    |
| Phénix de Reims                                                    | 7-3  | 2-6    | 3-4 Pr | 7-6 Pr | 3-5     | 3-5    |        | 3-9    |
| Diables rouges de Valenciennes                                     | 13-1 | 4-5 Pr | 7-1    | 10-2   | 11-3    | 4-3 Pr | 11-5   |        |
| - Victoire à domicile - Victoire à l'extérieur - Match non disputé |      |        |        |        |         |        |        |        |

| Clt   | Équipe               | PJ | V  | VP | D  | DP | BP  | BC | Diff | Pts |
| ----- | -------------------- | -- | -- | -- | -- | -- | --- | -- | ---- | --- |
| +001, | Valenciennes         | 14 | 11 | 1  | 0  | 2  | 121 | 47 | +74  | 37  |
| +002, | Épinal II            | 14 | 10 | 1  | 1  | 2  | 84  | 62 | +22  | 34  |
| +003, | Châlons-en-Champagne | 14 | 7  | 4  | 3  | 0  | 82  | 53 | +29  | 29  |
| +004, | Colmar               | 14 | 6  | 2  | 4  | 2  | 70  | 68 | +2   | 24  |
| +005, | Luxembourg           | 14 | 5  | 0  | 6  | 3  | 56  | 68 | -12  | 17  |
| +006, | Dijon II             | 14 | 2  | 1  | 8  | 3  | 42  | 88 | -46  | 11  |
| +007, | Reims                | 14 | 1  | 2  | 10 | 1  | 50  | 81 | -31  | 8   |
| +008, | Amiens II            | 14 | 1  | 2  | 10 | 1  | 53  | 91 | -38  | 8   |

- Qualifié pour les huitièmes de finale

#### Groupe D
Le score de l'équipe à domicile, située dans la colonne de gauche, est inscrit en premier.
| Résultats (▼dom., ►ext.)                                           | ANN    | AVI    | CHM    | CLE  | NIC  | TLN  | TLS    | VAN  |
| Chevaliers du lac d'Annecy II                                      |        | 4-3    | 8-3    | 4-2  | 6-1  | 9-1  | 14-0   | 10-2 |
| Castors d'Avignon II                                               | 1-6    |        | 0-3    | 3-2  | 3-11 | 3-4  | 6-5    | 10-3 |
| Éléphants de Chambéry II                                           | 3-2 Pr | 3-2 Pr |        | 8-5  | 7-6  | 3-2  | 9-2    | 5-2  |
| Sangliers Arvernes de Clermont II                                  | 0-9    | 4-5    | 2-3    |      | 6-18 | 3-5  | 6-5 Pr | 7-3  |
| Aigles de Nice II                                                  | 3-9    | 8-5    | 5-4 Pr | 12-2 |      | 6-1  | 17-5   | 8-3  |
| Boucaniers de Toulon                                               | 1-2    | 5-4    | 2-0    | 7-1  | 8-2  |      | 6-1    | 8-4  |
| Bélougas de Toulouse-Blagnac II                                    | 2-10   | 2-4    | 4-5    | 3-5  | 1-11 | 3-11 |        | 9-12 |
| Bouquetins de Val-Vanoise II                                       | 2-7    | 8-4    | 5-2    | 11-5 | 0-5  | 1-2  | 7-6    |      |
| - Victoire à domicile - Victoire à l'extérieur - Match non disputé |        |        |        |      |      |      |        |      |

| Clt   | Équipe              | PJ | V  | VP | D  | DP | BP  | BC  | Diff | Pts |
| ----- | ------------------- | -- | -- | -- | -- | -- | --- | --- | ---- | --- |
| +001, | Annecy II           | 14 | 13 | 0  | 0  | 1  | 102 | 25  | +77  | 40  |
| +002, | Toulon              | 14 | 10 | 0  | 4  | 0  | 63  | 42  | +21  | 30  |
| +003, | Chambéry II         | 14 | 8  | 2  | 3  | 1  | 58  | 47  | +11  | 29  |
| +004, | Nice II             | 14 | 9  | 1  | 4  | 0  | 114 | 62  | +52  | 29  |
| +005, | Avignon II          | 14 | 5  | 0  | 8  | 1  | 53  | 68  | -15  | 16  |
| +006, | Val-Vanoise II      | 14 | 5  | 0  | 9  | 0  | 63  | 88  | -25  | 14  |
| +007, | Clermont II         | 14 | 2  | 1  | 11 | 0  | 50  | 96  | -46  | 8   |
| +008, | Toulouse-Blagnac II | 14 | 0  | 0  | 13 | 1  | 48  | 123 | -75  | 1   |

- Qualifié pour les huitièmes de finale

### Phase finale
Durant la phase finale qui se joue en matchs aller-retour (ainsi quand il y a match nul, il n'y a pas de prolongation, le score est conservé tel quel), le score cumulé désignant le vainqueur, les qualifiés du groupe A affrontent ceux du groupe B et ceux du groupe C sont opposés à ceux du groupe D. Les vainqueurs des quarts de finale se qualifient pour le carré final.
Les quatre qualifiés pour le carré final sont rassemblés au sein d'une poule unique qui se joue en matchs simples. L'équipe finissant à la première place est sacrée champion de Division 3.

#### Séries éliminatoires
|  | Huitièmes de finale             | Huitièmes de finale             | Huitièmes de finale             | Huitièmes de finale | Huitièmes de finale | Huitièmes de finale            |                                |    | Quarts de finale | Quarts de finale | Quarts de finale | Quarts de finale | Quarts de finale | Quarts de finale |
|  |                                 |                                 |                                 |                     |                     |                                |                                |    |                  |                  |                  |                  |                  |                  |
|  | 4 et 11 mars 2017               |                                 |                                 |                     |                     |                                |                                |    |                  |                  |                  |                  |                  |                  |
|  |                                 |                                 |                                 |                     |                     |                                |                                |    |                  |                  |                  |                  |                  |                  |
|  | Corsaires de Nantes II          | Corsaires de Nantes II          | A1                              | 1                   | 3                   |                                |                                |    |                  |                  |                  |                  |                  |                  |
|  | Corsaires de Nantes II          | Corsaires de Nantes II          | A1                              | 1                   | 3                   | 26 mars et 1er avril 2017      |                                |    |                  |                  |                  |                  |                  |                  |
|  | Élans de Champigny              | Élans de Champigny              | B4                              | 4                   | 2                   |                                |                                |    |                  |                  |                  |                  |                  |                  |
|  | Élans de Champigny              | Élans de Champigny              | B4                              | 4                   | 2                   | Élans de Champigny             | Élans de Champigny             | B4 | 4                | 6                |                  |                  |                  |                  |
|  | 25 février et 4 mars 2017       |                                 |                                 |                     |                     | Élans de Champigny             | Élans de Champigny             | B4 | 4                | 6                |                  |                  |                  |                  |
|  |                                 | Boxers de Bordeaux II           | Boxers de Bordeaux II           | A3                  | 6                   | 5                              |                                |    |                  |                  |                  |                  |                  |                  |
|  | Caribous de Seine-et-Marne      | Caribous de Seine-et-Marne      | Boxers de Bordeaux II           | A3                  | 6                   | 5                              | B2                             | 1  | 5                |                  |                  |                  |                  |                  |
|  | Caribous de Seine-et-Marne      | Caribous de Seine-et-Marne      |                                 |                     |                     |                                | B2                             | 1  | 5                |                  |                  |                  |                  |                  |
|  | Boxers de Bordeaux II           | Boxers de Bordeaux II           | A3                              | 5                   | 4                   |                                |                                |    |                  |                  |                  |                  |                  |                  |
|  | Boxers de Bordeaux II           | Boxers de Bordeaux II           | A3                              | 5                   | 4                   |                                |                                |    |                  |                  |                  |                  |                  |                  |
|  | 25 février et 11 mars 2017      |                                 |                                 |                     |                     |                                |                                |    |                  |                  |                  |                  |                  |                  |
|  |                                 |                                 |                                 |                     |                     |                                |                                |    |                  |                  |                  |                  |                  |                  |
|  | Renards d'Orléans               | Renards d'Orléans               | B1                              | 5                   | 6                   |                                |                                |    |                  |                  |                  |                  |                  |                  |
|  | Renards d'Orléans               | Renards d'Orléans               | B1                              | 5                   | 6                   | 25 mars et 1er avril 2017      |                                |    |                  |                  |                  |                  |                  |                  |
|  | Remparts de Tours II            | Remparts de Tours II            | A4                              | 6                   | 3                   |                                |                                |    |                  |                  |                  |                  |                  |                  |
|  | Remparts de Tours II            | Remparts de Tours II            | A4                              | 6                   | 3                   | Renards d'Orléans              | Renards d'Orléans              | B1 | 1                | 9                |                  |                  |                  |                  |
|  | 25 février et 11 mars 2017      |                                 |                                 |                     |                     | Renards d'Orléans              | Renards d'Orléans              | B1 | 1                | 9                |                  |                  |                  |                  |
|  |                                 | Drakkars de Caen II             | Drakkars de Caen II             | B3                  | 7                   | 5                              |                                |    |                  |                  |                  |                  |                  |                  |
|  | Albatros de Brest II            | Albatros de Brest II            | Drakkars de Caen II             | B3                  | 7                   | 5                              | A2                             | 4  | 4                |                  |                  |                  |                  |                  |
|  | Albatros de Brest II            | Albatros de Brest II            |                                 |                     |                     |                                | A2                             | 4  | 4                |                  |                  |                  |                  |                  |
|  | Drakkars de Caen II             | Drakkars de Caen II             | B3                              | 6                   | 4                   |                                |                                |    |                  |                  |                  |                  |                  |                  |
|  | Drakkars de Caen II             | Drakkars de Caen II             | B3                              | 6                   | 4                   |                                |                                |    |                  |                  |                  |                  |                  |                  |
|  | 4 et 11 mars 2017               |                                 |                                 |                     |                     |                                |                                |    |                  |                  |                  |                  |                  |                  |
|  |                                 |                                 |                                 |                     |                     |                                |                                |    |                  |                  |                  |                  |                  |                  |
|  | Diables rouges de Valenciennes  | Diables rouges de Valenciennes  | C1                              | 8                   | 15                  |                                |                                |    |                  |                  |                  |                  |                  |                  |
|  | Diables rouges de Valenciennes  | Diables rouges de Valenciennes  | C1                              | 8                   | 15                  | 18 mars et 1er avril 2017      |                                |    |                  |                  |                  |                  |                  |                  |
|  | Aigles de Nice II               | Aigles de Nice II               | D4                              | 3                   | 5                   |                                |                                |    |                  |                  |                  |                  |                  |                  |
|  | Aigles de Nice II               | Aigles de Nice II               | D4                              | 3                   | 5                   | Diables rouges de Valenciennes | Diables rouges de Valenciennes | C1 | 4                | 2                |                  |                  |                  |                  |
|  | 4 et 11 mars 2017               |                                 |                                 |                     |                     | Diables rouges de Valenciennes | Diables rouges de Valenciennes | C1 | 4                | 2                |                  |                  |                  |                  |
|  |                                 | Gaulois de Châlons-en-Champagne | Gaulois de Châlons-en-Champagne | C3                  | 6                   | 6                              |                                |    |                  |                  |                  |                  |                  |                  |
|  | Boucaniers de Toulon            | Boucaniers de Toulon            | Gaulois de Châlons-en-Champagne | C3                  | 6                   | 6                              | D2                             | 0  | 3                |                  |                  |                  |                  |                  |
|  | Boucaniers de Toulon            | Boucaniers de Toulon            |                                 |                     |                     |                                | D2                             | 0  | 3                |                  |                  |                  |                  |                  |
|  | Gaulois de Châlons-en-Champagne | Gaulois de Châlons-en-Champagne | C3                              | 4                   | 7                   |                                |                                |    |                  |                  |                  |                  |                  |                  |
|  | Gaulois de Châlons-en-Champagne | Gaulois de Châlons-en-Champagne | C3                              | 4                   | 7                   |                                |                                |    |                  |                  |                  |                  |                  |                  |
|  | 5 et 11 mars 2017               |                                 |                                 |                     |                     |                                |                                |    |                  |                  |                  |                  |                  |                  |
|  |                                 |                                 |                                 |                     |                     |                                |                                |    |                  |                  |                  |                  |                  |                  |
|  | Gamyo Épinal II                 | Gamyo Épinal II                 | C2                              | 9                   | 13                  |                                |                                |    |                  |                  |                  |                  |                  |                  |
|  | Gamyo Épinal II                 | Gamyo Épinal II                 | C2                              | 9                   | 13                  | 25 mars et 1er avril 2017      |                                |    |                  |                  |                  |                  |                  |                  |
|  | Éléphants de Chambéry II        | Éléphants de Chambéry II        | D3                              | 2                   | 2                   |                                |                                |    |                  |                  |                  |                  |                  |                  |
|  | Éléphants de Chambéry II        | Éléphants de Chambéry II        | D3                              | 2                   | 2                   | Gamyo Épinal II                | Gamyo Épinal II                | C2 | 4                | 9                |                  |                  |                  |                  |
|  | 4 et 11 mars 2017               |                                 |                                 |                     |                     | Gamyo Épinal II                | Gamyo Épinal II                | C2 | 4                | 9                |                  |                  |                  |                  |
|  |                                 | Titans de Colmar                | Titans de Colmar                | C4                  | 1                   | 1                              |                                |    |                  |                  |                  |                  |                  |                  |
|  | Chevaliers du lac d'Annecy II   | Chevaliers du lac d'Annecy II   | Titans de Colmar                | C4                  | 1                   | 1                              | D1                             | 0  | 5                |                  |                  |                  |                  |                  |
|  | Chevaliers du lac d'Annecy II   | Chevaliers du lac d'Annecy II   |                                 |                     |                     |                                | D1                             | 0  | 5                |                  |                  |                  |                  |                  |
|  | Titans de Colmar                | Titans de Colmar                | C4                              | 3                   | 5                   |                                |                                |    |                  |                  |                  |                  |                  |                  |

### Carré final
Les équipes qualifiées pour la poule finale, sont identifiées par les lettres A, B, C et D correspondant à leur classement en saison régulière. Les poules n'étant pas égales en nombre d'équipes (3 poules de 8 et 1 poule de 9), les résultats obtenus face au neuvième de poule sont retirés pour établir ce classement. L'ordre des matchs pour ce carré final est le suivant :
- 1er  jour : B - C, A - D
- 2e jour : B - D, A - C
- 3e jour : C - D, A - B

Voici les équipes qualifiées ainsi que leur lettre :
| Lettre | Équipe                          | Saison régulière | Points | Différence de buts |
| ------ | ------------------------------- | ---------------- | ------ | ------------------ |
| A      | Gamyo Épinal II                 | 2e Groupe C      | 34     | +22                |
| B      | Boxers de Bordeaux II           | 3e Groupe A      | 32     | +81                |
| C      | Drakkars de Caen II             | 3e Groupe B      | 31     | +23                |
| D      | Gaulois de Châlons-en-Champagne | 3e Groupe C      | 30     | +29                |

Le comptage des points est le même que durant la saison régulière (voir Règlement).

#### Résultats
| 15 avril 2017 | Épinal II | 5-4 (1-1, 1-1, 3-2) | Bordeaux II | Patinoire de Caen la mer 125 spectateurs |

| Feuille de match  | Feuille de match | Feuille de match                    | Feuille de match | Feuille de match                                                           |
| ----------------- | --- | ----------------------------------- | --- | -------------------------------------------------------------------------- |
|                   | - Ganz (Plch, Léonard) — 17 min 5 s (IN) Ganz (Plch, Y. Charpentier) — 23 min 12 s (SN) - Plch (Chassard, Ganz) — 43 min 54 s (SN) Vogt (Paquié) — 44 min 14 s - Plch (Papelier, Ganz) — 57 min 30 s (SN) | 0-1 1-1 2-1 2-2 3-2 4-2 4-3 4-4 5-4 | Lambert (Boubé, Cauly) — 10 min 6 s - Lafforge (Jourdan, Le Chapelain) — 39 min 39 s - Lambert (Boubé) — 46 min 30 s Mariage (Lambert) — 55 min 17 s - | Arbitrage : Romain Herrault Juges de lignes: Romain Bispo et Romain Honoré |
| Isaac Charpentier | Gardiens | Thomas Humbert                      | | Arbitrage : Romain Herrault Juges de lignes: Romain Bispo et Romain Honoré |
| 6 min             | Pénalités | 16 min                              | | Arbitrage : Romain Herrault Juges de lignes: Romain Bispo et Romain Honoré |
|                   | |                                     | | Arbitrage : Romain Herrault Juges de lignes: Romain Bispo et Romain Honoré |

| 15 avril 2017 | Caen II | 5-6 (pr) (2-1, 3-2, 0-2, 0-1) | Châlons-en-Champagne | Patinoire de Caen la mer 650 spectateurs |

| Feuille de match | Feuille de match | Feuille de match                            | Feuille de match | Feuille de match                                                               |
| ---------------- | --- | ------------------------------------------- | --- | ------------------------------------------------------------------------------ |
|                  | Miquelot (Dubourg, Bennett) — 4 min 44 s (SN) Bennett (Chevalier, Labanowicz) — 12 min 1 s - Davenel (Mazié) — 21 min 34 s (SN) Miquelot (Ferey) — 22 min 14 s - Chevalier — 32 min 31 s (SN) - | 1-0 2-0 2-1 3-1 4-1 4-2 4-3 5-3 5-4 5-5 5-6 | - Janči (Hanes) — 14 min 2 s - Matejka (Janči) — 26 min 23 s Delaunois (Hanes, Geny) — 27 min 48 s - Geny (Delaunois) — 42 min 47 s (SN) Kubovčík (Hanes, Delaunois) — 42 min 57 s Lohou — 62 min 6 s | Arbitrage : Armand Bornais Juges de lignes: Samuel Fessier et Maxime Laboulais |
| Mathis Gente     | Gardiens | Juraj Bachan                                | | Arbitrage : Armand Bornais Juges de lignes: Samuel Fessier et Maxime Laboulais |
| 16 min           | Pénalités | 16 min                                      | | Arbitrage : Armand Bornais Juges de lignes: Samuel Fessier et Maxime Laboulais |
|                  | |                                             | | Arbitrage : Armand Bornais Juges de lignes: Samuel Fessier et Maxime Laboulais |

| 16 avril 2017 | Épinal II | 3-5 (1-1, 2-1, 0-3) | Châlons-en-Champagne | Patinoire de Caen la mer 150 spectateurs |

| Feuille de match  | Feuille de match                                                                            | Feuille de match                | Feuille de match | Feuille de match                                                              |
| ----------------- | ------------------------------------------------------------------------------------------- | ------------------------------- | --- | ----------------------------------------------------------------------------- |
|                   | Vogt (Joly) — 17 min 55 s - Chassard (Pernot) — 30 min 49 s Chassard (Vogt) — 32 min 45 s - | 1-0 1-1 1-2 2-2 3-2 3-3 3-4 3-5 | - Matejka (Hanes, Janči) — 18 min 41 s (SN) Kubovčík (Bayen) — 25 min 20 s - Matejka (Kubovčík, Bayen) — 41 min 1 s Berton — 44 min 49 s Hanes (Janči) — 56 min 52 s (SN) | Arbitrage : Armand Bornais Juges de lignes: Maxime Laboulais et Romain Honoré |
| Isaac Charpentier | Gardiens                                                                                    | Juraj Bachan                    | | Arbitrage : Armand Bornais Juges de lignes: Maxime Laboulais et Romain Honoré |
| 30 min            | Pénalités                                                                                   | 22 min                          | | Arbitrage : Armand Bornais Juges de lignes: Maxime Laboulais et Romain Honoré |
|                   |                                                                                             |                                 | | Arbitrage : Armand Bornais Juges de lignes: Maxime Laboulais et Romain Honoré |

| 16 avril 2017 | Caen II | 6-2 (1-1, 4-0, 1-1) | Bordeaux II | Patinoire de Caen la mer 800 spectateurs |

| Feuille de match | Feuille de match | Feuille de match                | Feuille de match                                                        | Feuille de match                                                            |
| ---------------- | --- | ------------------------------- | ----------------------------------------------------------------------- | --------------------------------------------------------------------------- |
|                  | - Bennett (Chevalier, Gente) — 18 min 22 s (SN) Bigot (Davenel) — 22 min 35 s Chevalier (D. Vandecandelaere) — 22 min 54 s Bigot (Chevalier, Davenel) — 37 min (IN) Labanowicz (Miquelot, Barnes) — 38 min 3 s (IN) - Chevalier (Miquelot, Bennett) — 47 min 36 s (SN) | 0-1 1-1 2-1 3-1 4-1 5-1 5-2 6-2 | Lambert — 3 min 19 s (IN) - Boubé (Lambert, Sornas) — 41 min 6 s (SN) - | Arbitrage : Romain Herrault Juges de lignes: Romain Bispo et Samuel Fessier |
| Mathis Gente     | Gardiens | Thomas Humbert                  |                                                                         | Arbitrage : Romain Herrault Juges de lignes: Romain Bispo et Samuel Fessier |
| 36 min           | Pénalités | 92 min                          |                                                                         | Arbitrage : Romain Herrault Juges de lignes: Romain Bispo et Samuel Fessier |
|                  | |                                 |                                                                         | Arbitrage : Romain Herrault Juges de lignes: Romain Bispo et Samuel Fessier |

| 17 avril 2017 | Bordeaux II | 2-7 (0-2, 1-3, 1-2) | Châlons-en-Champagne | Patinoire de Caen la mer 195 spectateurs |

| Feuille de match | Feuille de match                                                                      | Feuille de match                                       | Feuille de match | Feuille de match                                                             |
| ---------------- | ------------------------------------------------------------------------------------- | ------------------------------------------------------ | --- | ---------------------------------------------------------------------------- |
|                  | - Mariage (Gillet, Giraudau) — 39 min 33 s - Berardet (Teytaud, Baccot) — 58 min 48 s | 0-1 0-2 0-3 0-4 0-5 1-5 1-6 1-7 2-7                    | Delaunois (Hanes, Matejka) — 2 min 22 s (SN) Bayen (Kubovčík) — 2 min 45 s Matejka (Bayen, Kubovčík) — 25 min 38 s Hanes (Matejka, Goncalves) — 34 min 15 s Kubovčík (Janči) — 36 min 41 s (SN) - Kubovčík (Janči) — 45 min 22 s (SN) Hanes (Delaunois) — 51 min 41 s (IN) - | Arbitrage : Armand Bornais Juges de lignes: Romain Bispo et Maxime Laboulais |
| Thomas Humbert   | Gardiens                                                                              | Juraj Bachan (53 min 57 s) Alexis Bachetti (6 min 3 s) | | Arbitrage : Armand Bornais Juges de lignes: Romain Bispo et Maxime Laboulais |
| 42 min           | Pénalités                                                                             | 14 min                                                 | | Arbitrage : Armand Bornais Juges de lignes: Romain Bispo et Maxime Laboulais |
|                  |                                                                                       |                                                        | | Arbitrage : Armand Bornais Juges de lignes: Romain Bispo et Maxime Laboulais |

| 17 avril 2017 | Caen II | 2-6 (2-1, 0-3, 0-2) | Épinal II | Patinoire de Caen la mer 850 spectateurs |

| Feuille de match | Feuille de match                                                  | Feuille de match                | Feuille de match | Feuille de match                                                             |
| ---------------- | ----------------------------------------------------------------- | ------------------------------- | --- | ---------------------------------------------------------------------------- |
|                  | - Miquelot (Barnes) — 17 min 10 s Bigot (Bennett) — 17 min 53 s - | 0-1 1-1 2-1 2-2 2-3 2-4 2-5 2-6 | Papelier (Chassard, Plch) — 11 min 37 s - Chassard (Benchabane, Pernot) — 20 min 38 s (IN) Y. Charpentier (Ganz, Plch) — 25 min 32 s Plch (Pernot, Papelier) — 37 min 12 s (SN) Ganz (Chassard, Plch) — 47 min 51 s (SN) Ganz (Y. CHarpentier, Papelier) — 52 min 46 s | Arbitrage : Romain Herrault Juges de lignes: Samuel Fessier et Romain Honoré |
| Mathis Gente     | Gardiens                                                          | Isaac Charpentier               | | Arbitrage : Romain Herrault Juges de lignes: Samuel Fessier et Romain Honoré |
| 52 min           | Pénalités                                                         | 66 min                          | | Arbitrage : Romain Herrault Juges de lignes: Samuel Fessier et Romain Honoré |
|                  |                                                                   |                                 | | Arbitrage : Romain Herrault Juges de lignes: Samuel Fessier et Romain Honoré |

| Clt   | Équipe               | PJ | V | VP | D | DP | BP | BC | Diff | Pts |
| ----- | -------------------- | -- | - | -- | - | -- | -- | -- | ---- | --- |
| +001, | Châlons-en-Champagne | 3  | 2 | 1  | 0 | 0  | 18 | 10 | +8   | 8   |
| +002, | Épinal II            | 3  | 2 | 0  | 1 | 0  | 14 | 11 | +3   | 6   |
| +003, | Caen II              | 3  | 1 | 0  | 1 | 1  | 13 | 14 | -1   | 4   |
| +004, | Bordeaux II          | 3  | 0 | 0  | 3 | 0  | 8  | 18 | -10  | 0   |

- Promu en Division 2